# Тюрин, Иван Алексеевич
Ива́н Алексе́евич Тю́рин (1824, Галядкино, Ардатовский уезд, Нижегородская губерния — 30 декабря (12 января) 1905, Павловск, Санкт-Петербургская губерния) — русский художник, мастер портрета, академик Императорской Академии художеств.

## Биография
Иван Алексеевич Тюрин родился в селе Галядкино Ардатовского уезда Нижегородской губернии в семье отставного обер-офицера.
Вольноприходящий ученик Императорской академии художеств (1845—1850). Ученик А. Т. Маркова. Получил звание свободного художника (1850), звание «назначенного в академики» (1859). Присвоено звание академика портретной живописи Императорской Академии художеств (1861) за портреты г-жи Княжевич и Архимандрита Григория.
Портреты кисти И. А. Тюрина находятся в собраниях Русского музея, Астраханской картинной галереи им. П. М. Догадина, Музея игрушки, Государственного музея истории Санкт-Петербурга.

## Галерея

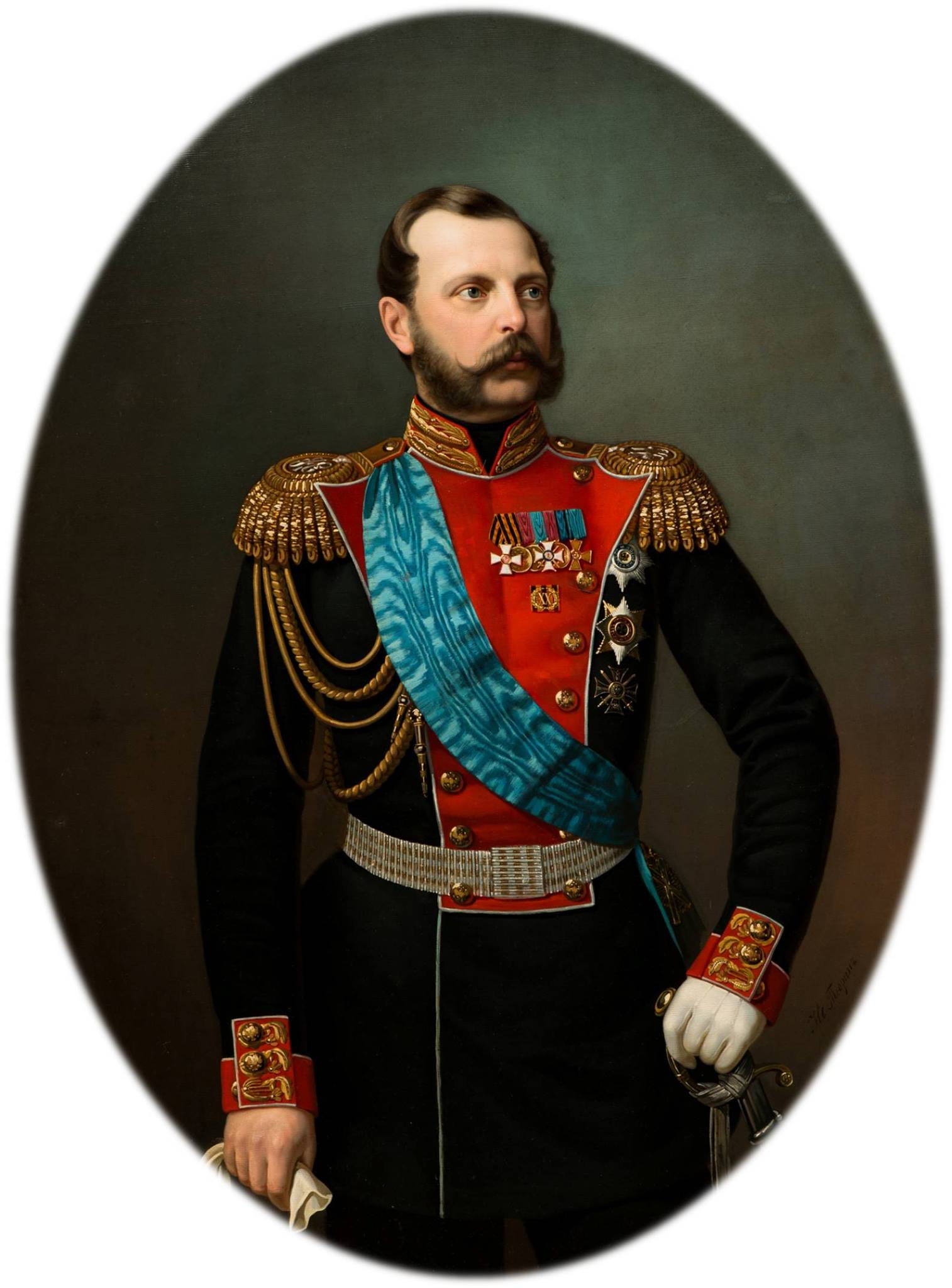
Портрет императора Александра II, 2-я половина 1860-х гг. (ГИМ)
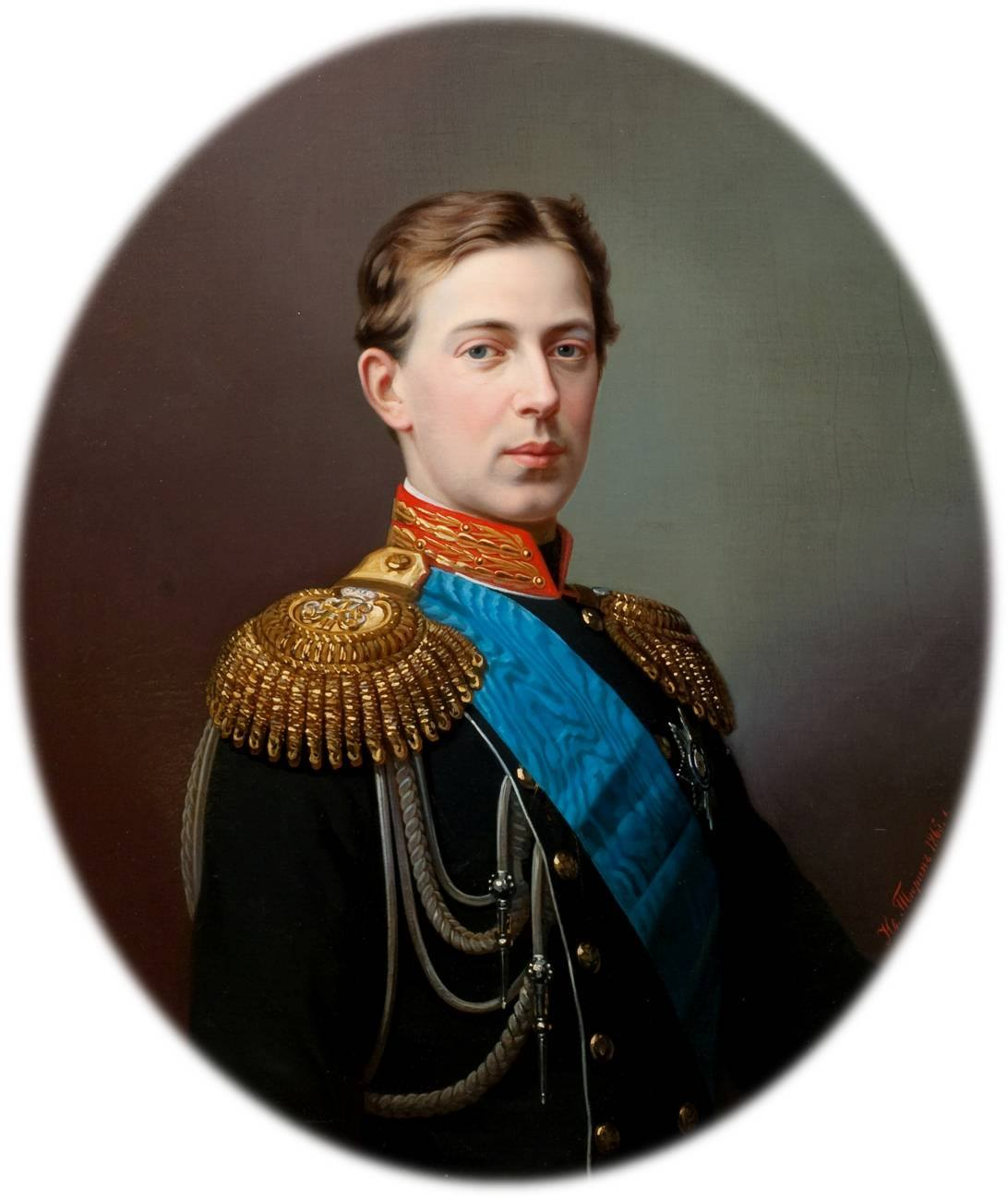
Портрет великого князя Николая Александровича, 1865 г. (ГИМ)
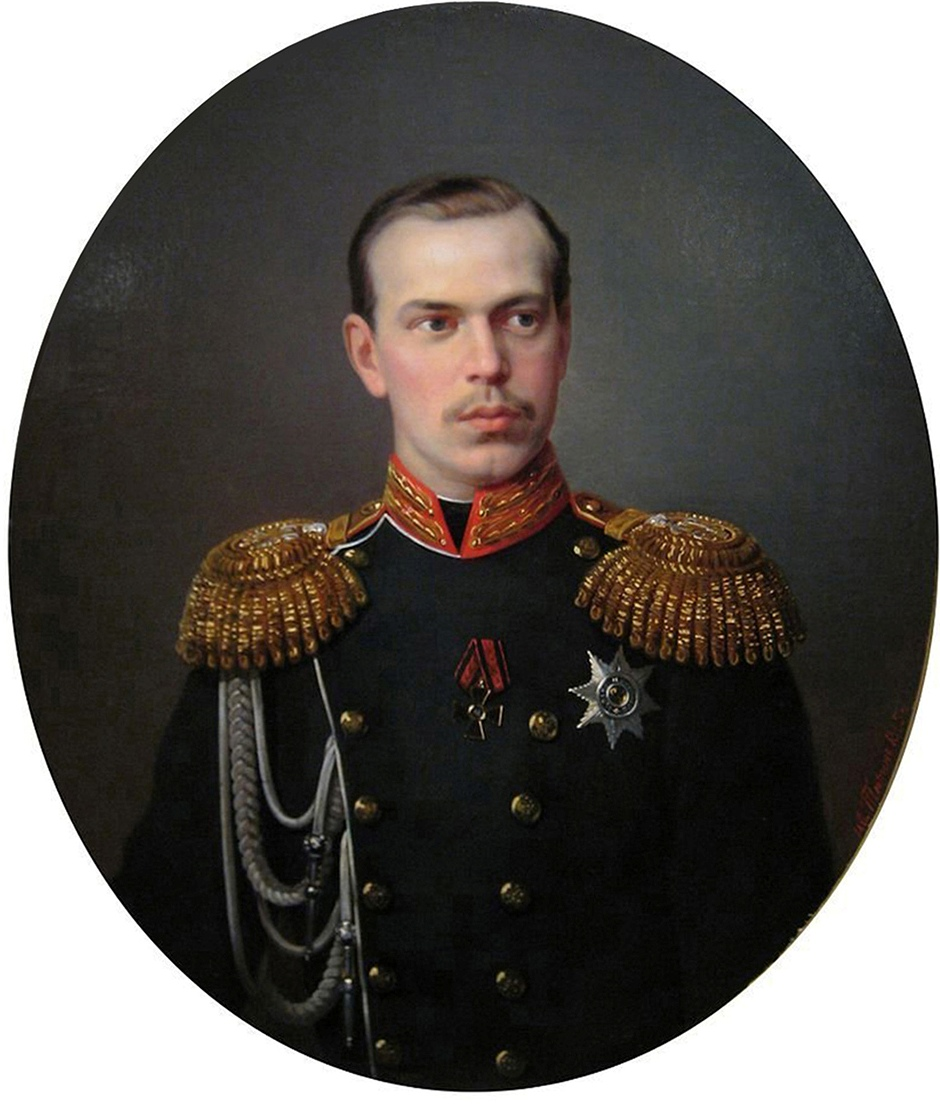
Портрет великого князя Александра Александровича, 1869 г. (ГИМ)
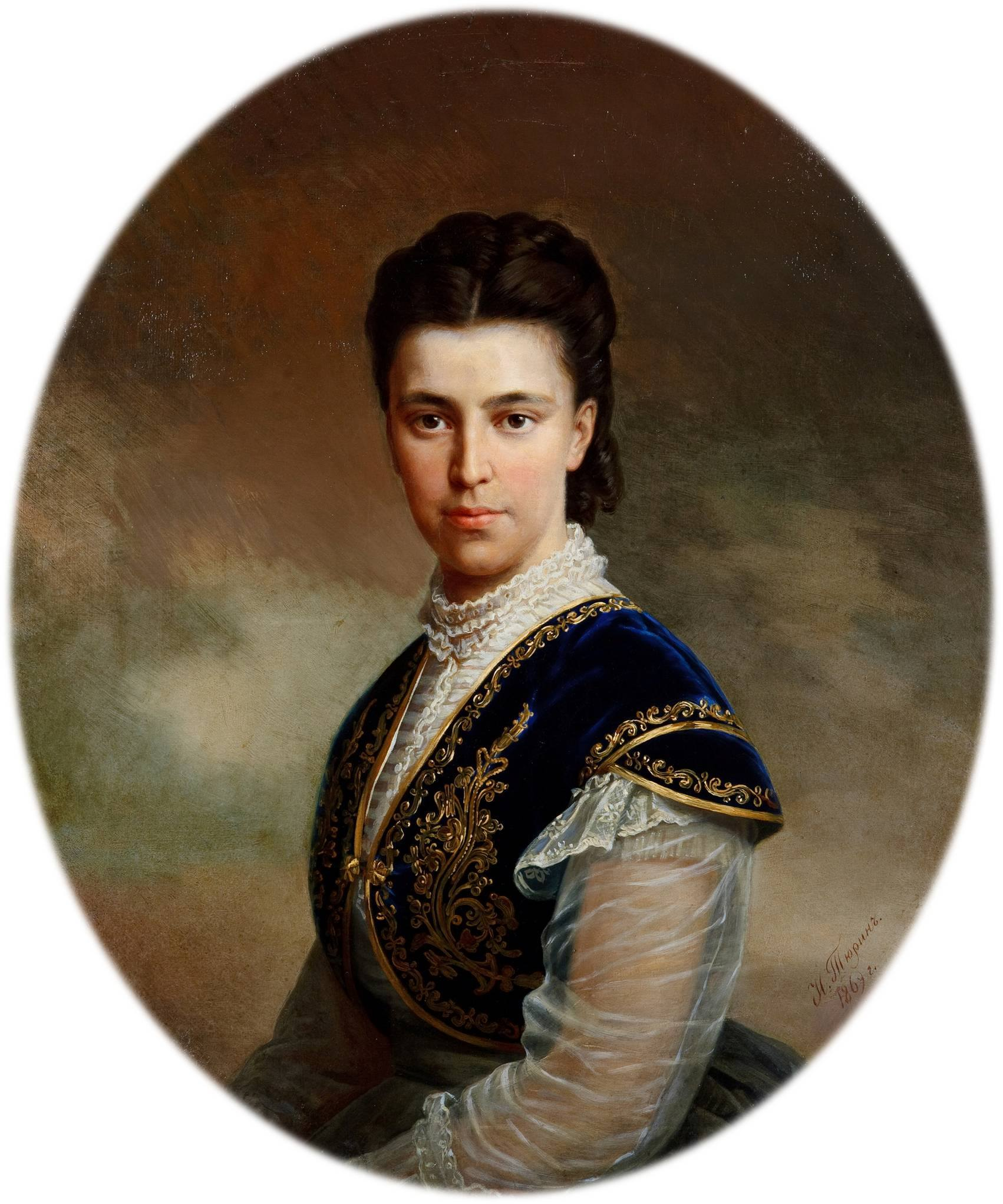
Портрет великой княгини Марии Фёдоровны, 1869 г. (ГИМ)
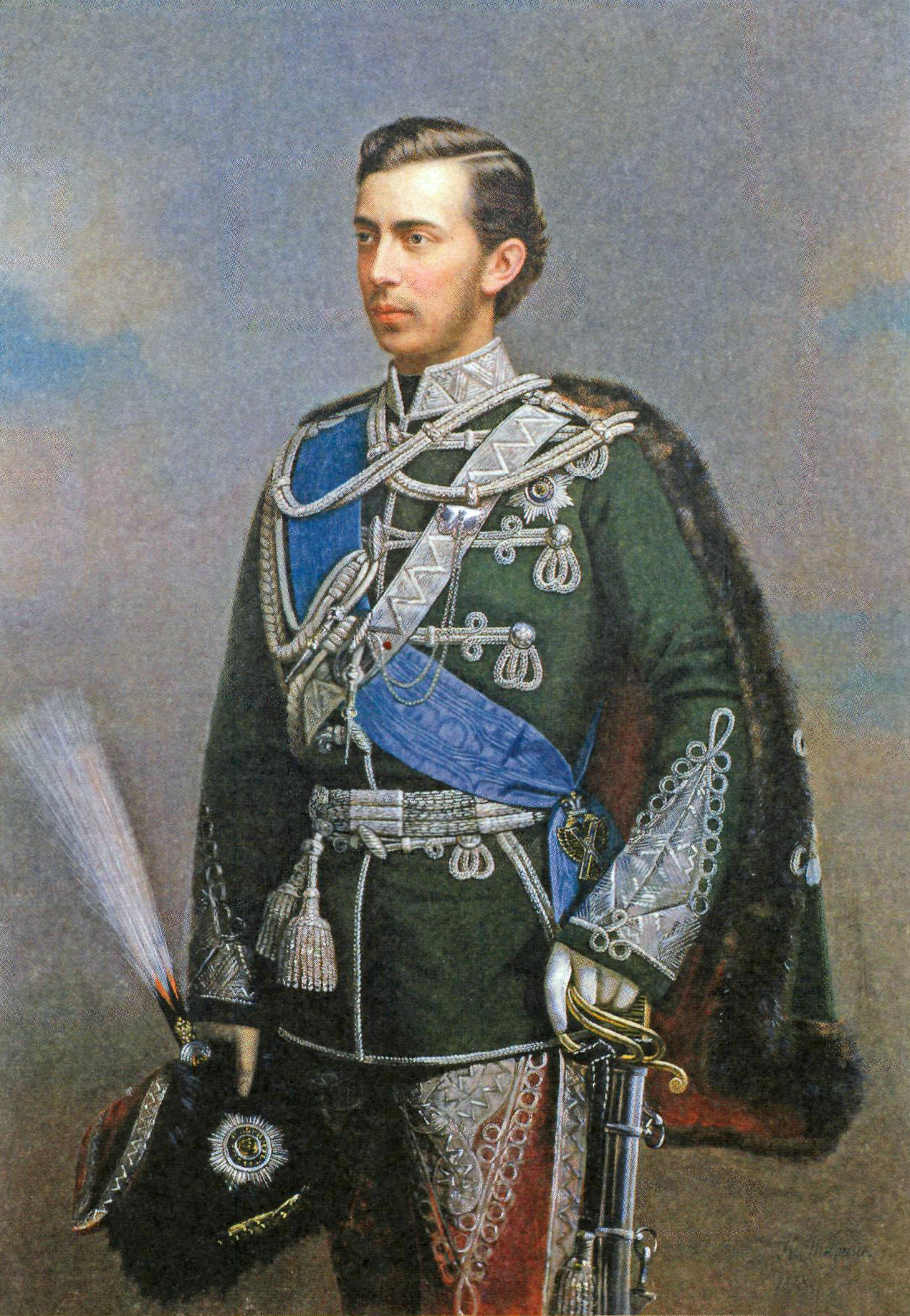
Портрет великого князя Николая Александровича, 1878 г. (ХУ)
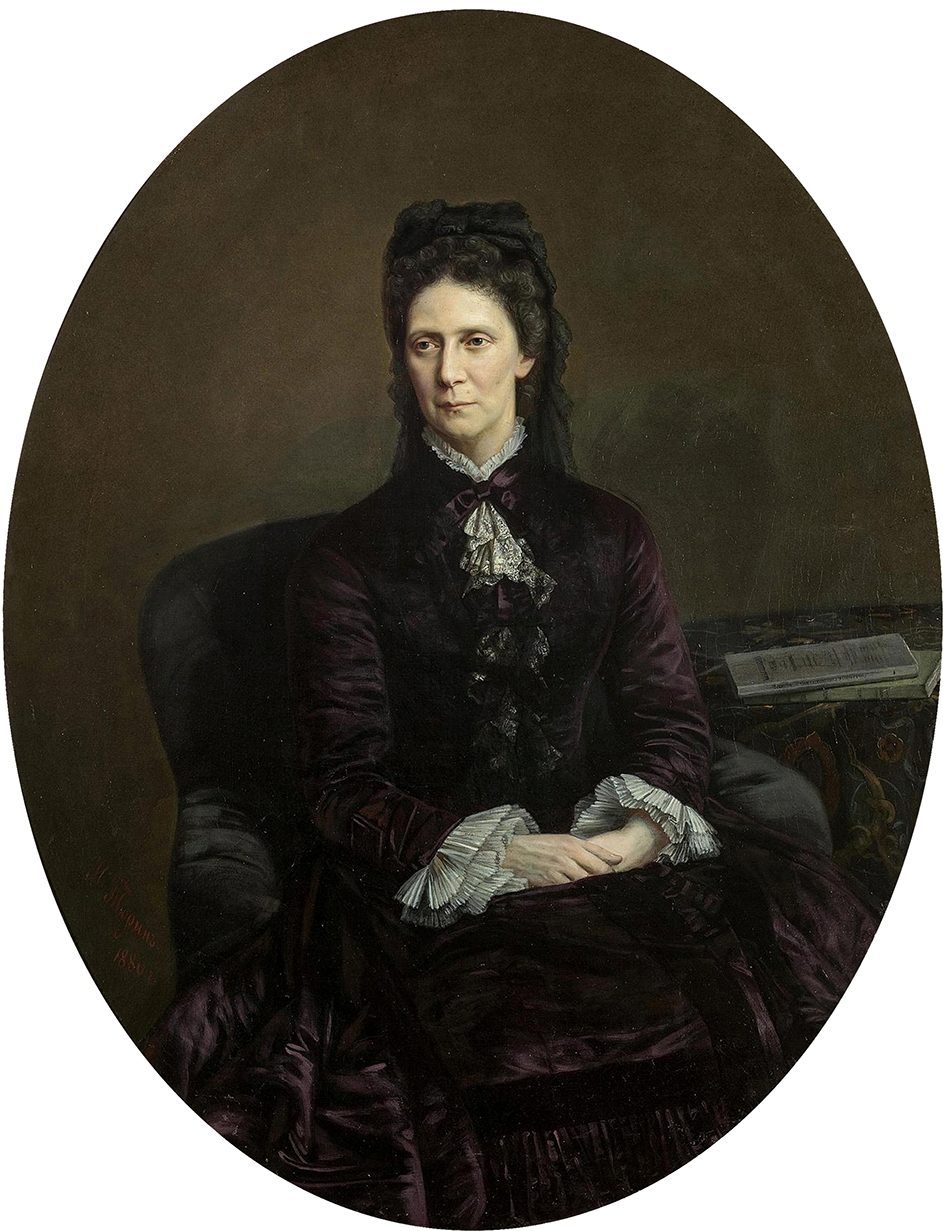
Портрет императрицы Марии Александровны, 1880 г. (ГЭ)
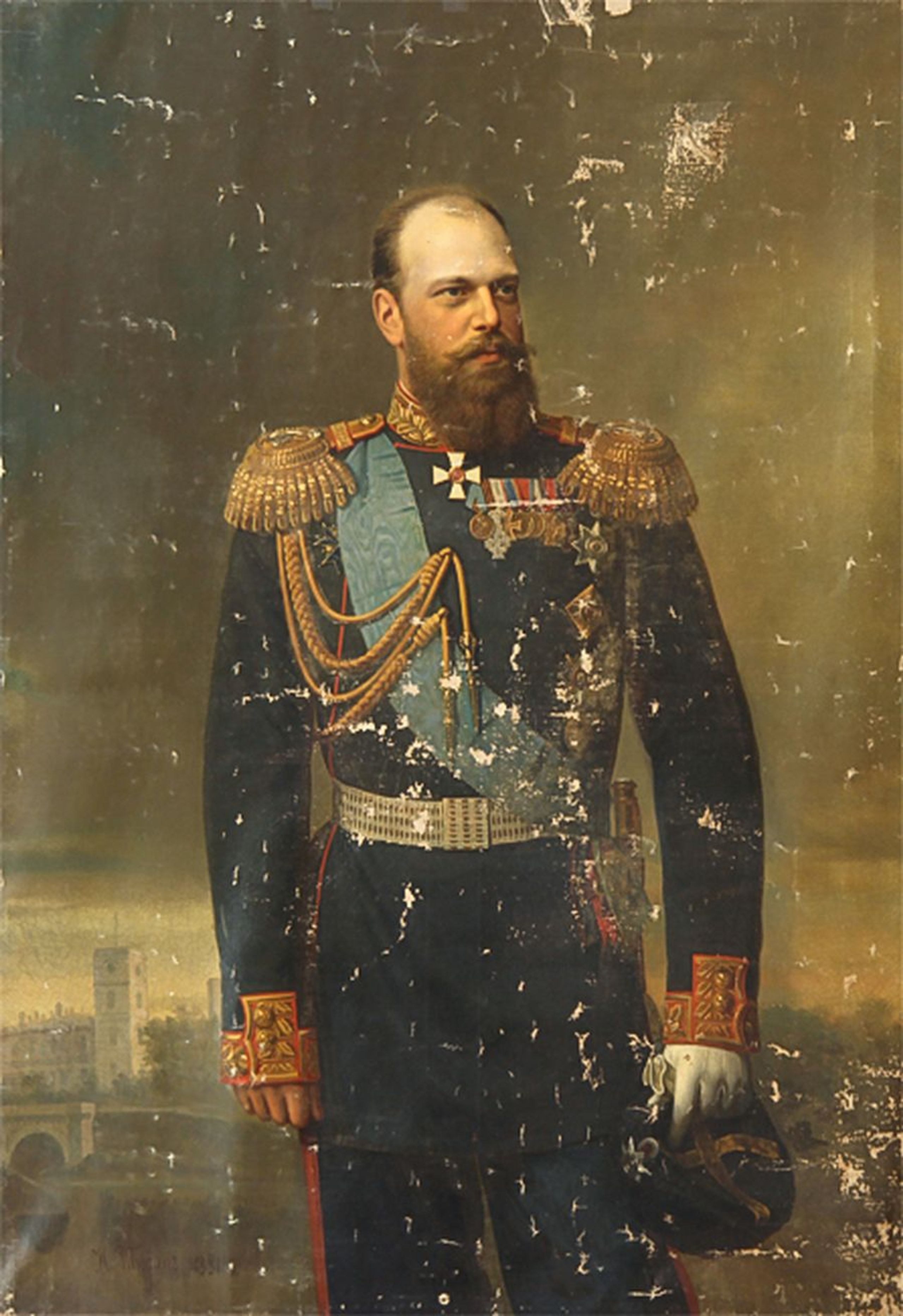
Портрет императора Александра III, 1881 г. (частное собрание)
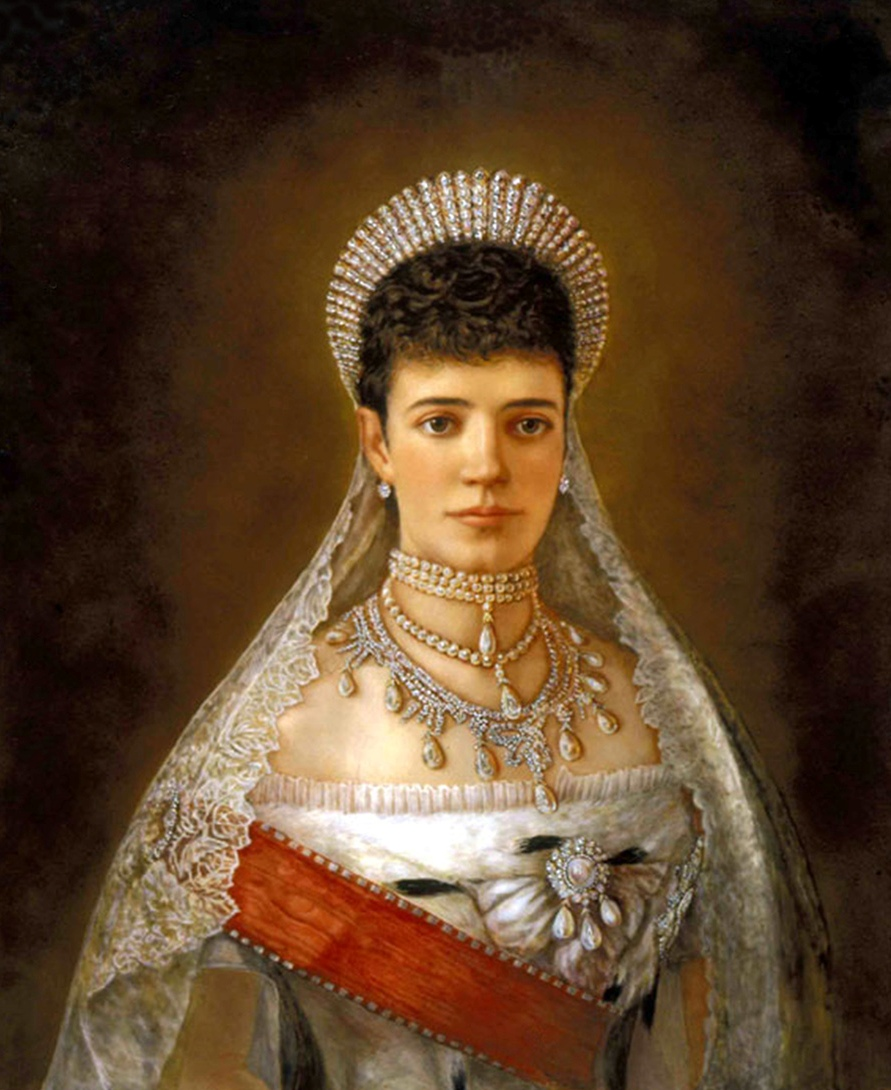
Портрет императрицы Марии Фёдоровны, 1889 г. (ГИМ)

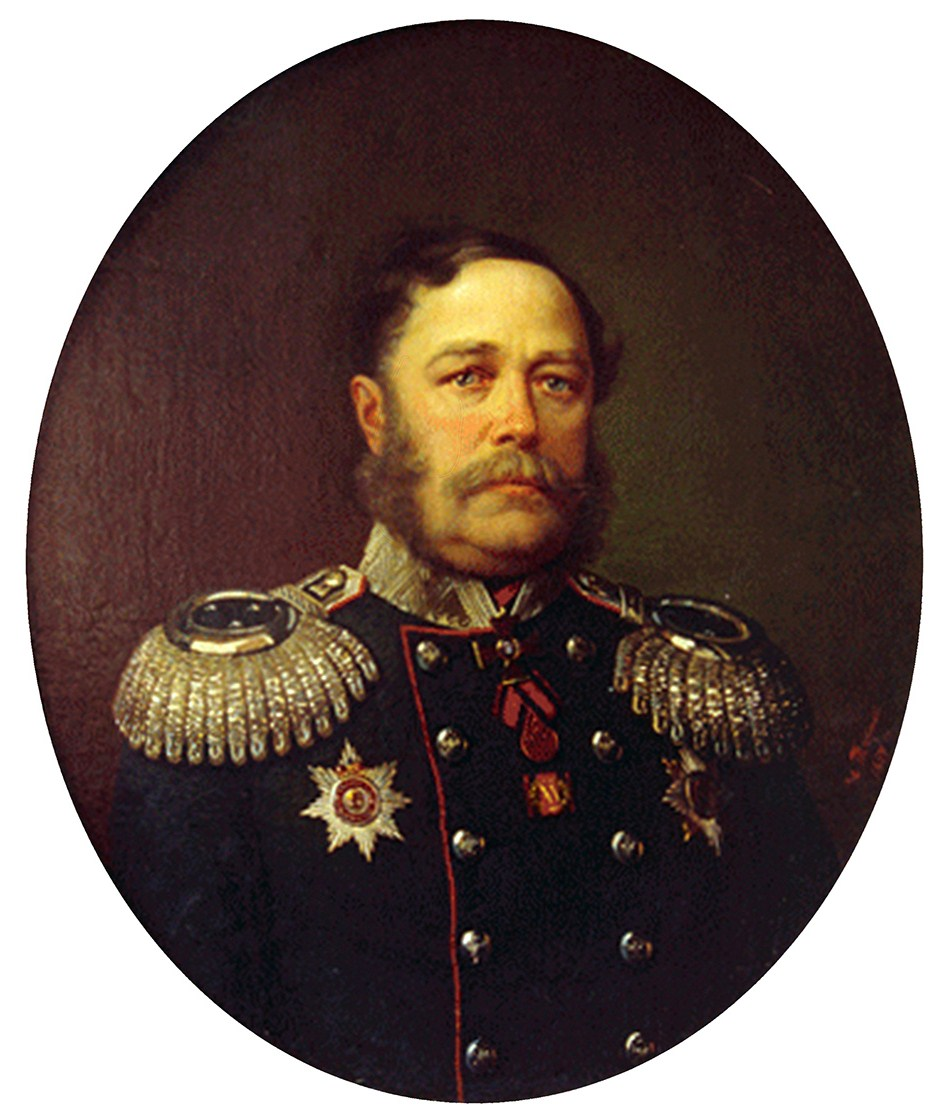
Портрет Петра Александровича Дубовицкого, 1860-е гг. (ВММ)
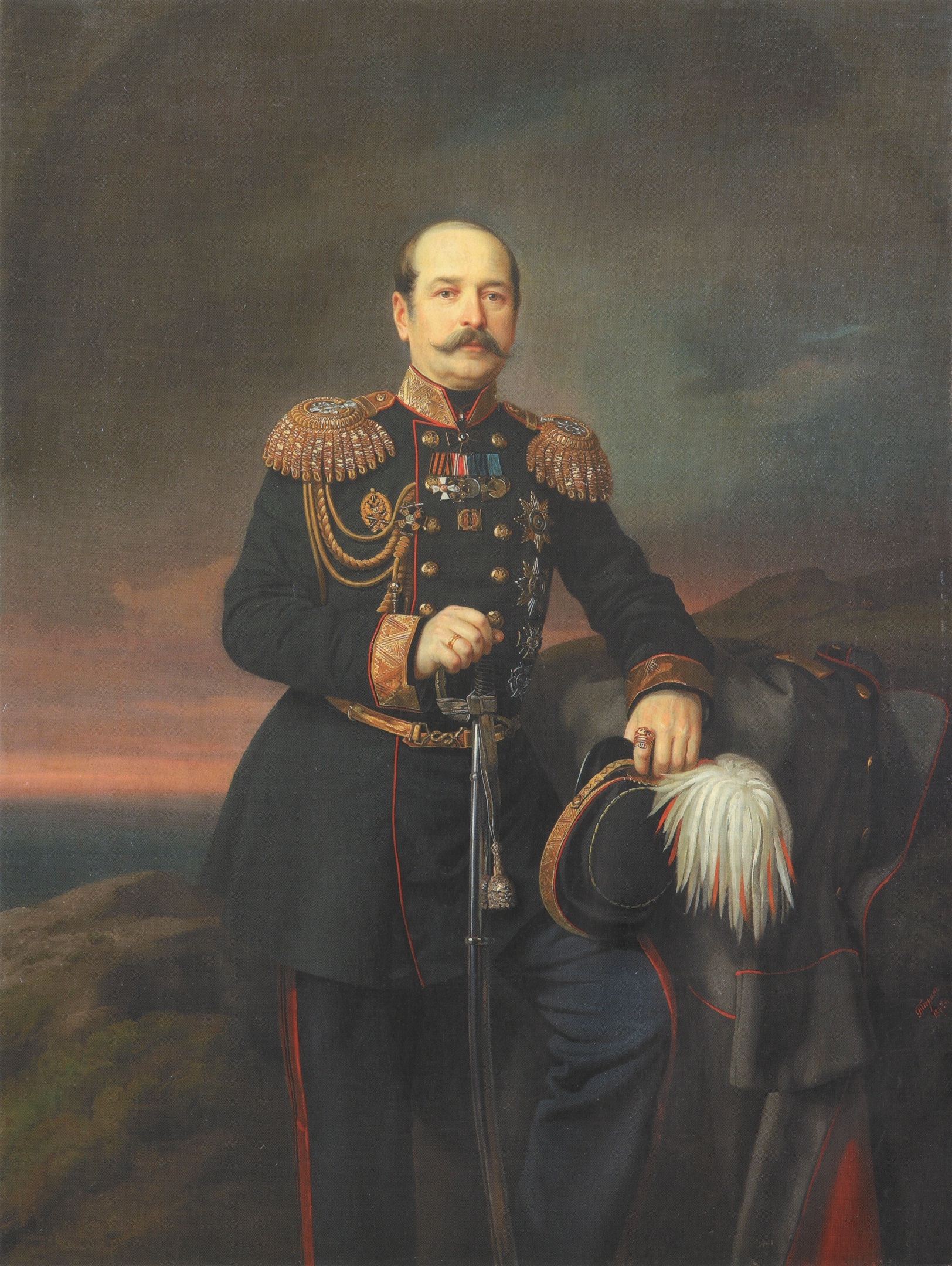
Портрет генерал-адъютанта Владимира Матвеевича Яфимовича, 1867 г. (ГМЗ «Павловск»)
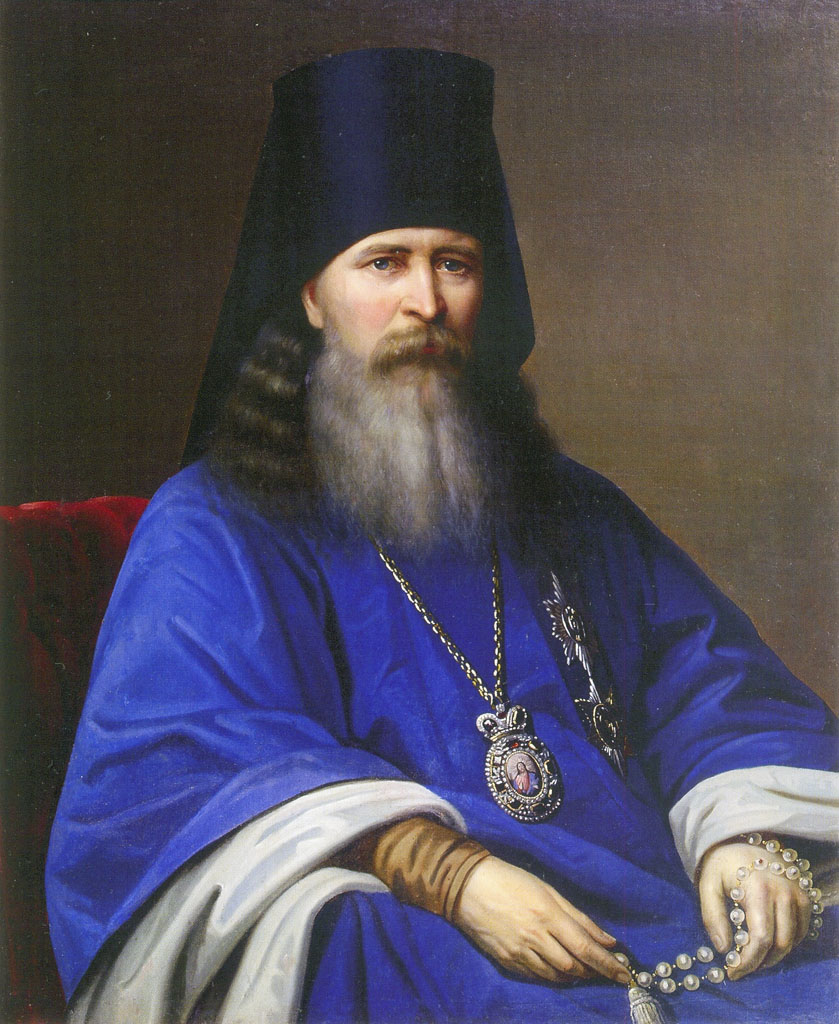
Портрет архиепископа Рязанского и Зарайского Алексия, 1867 г.
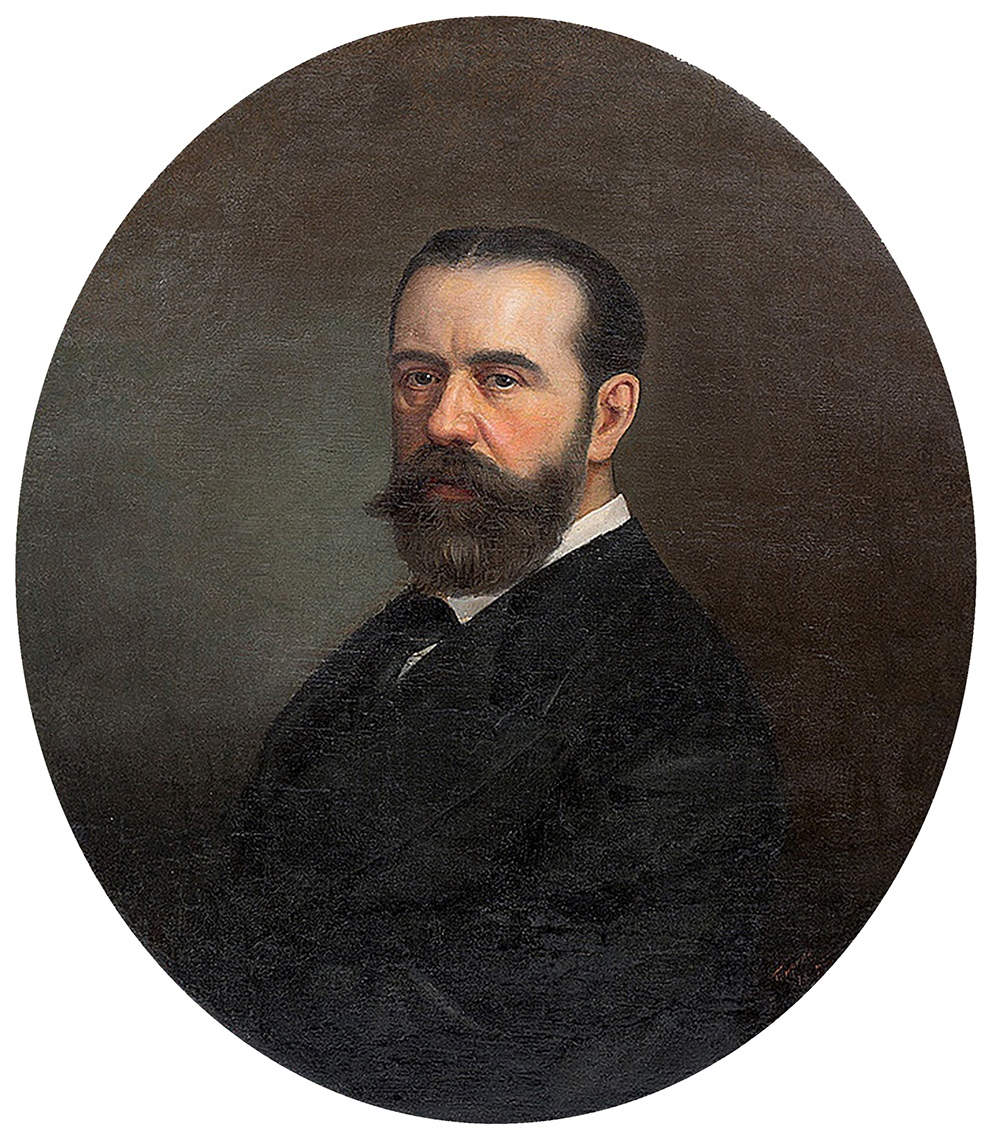
Мужской портрет, 1870-е гг. (АГКГ)
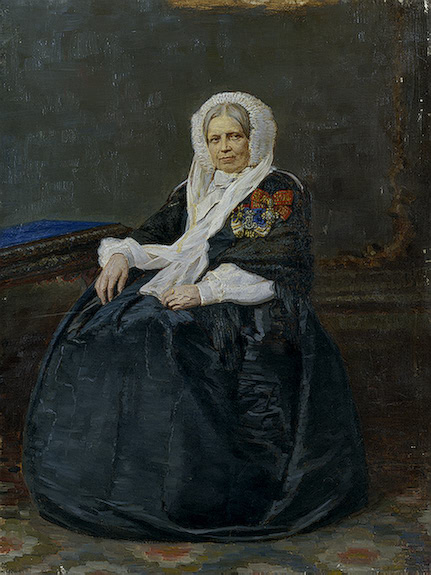
Портрет Екатерины Владимировны Родзянко, 1870-е гг.
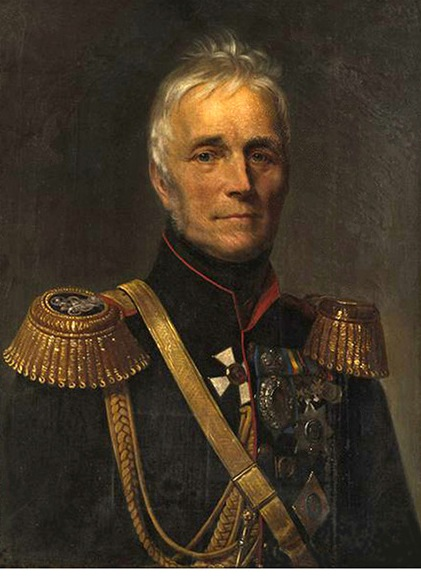
Портрет светлейшего князя Михаила Семёновича Воронцова 1870-е гг. (НКГА)
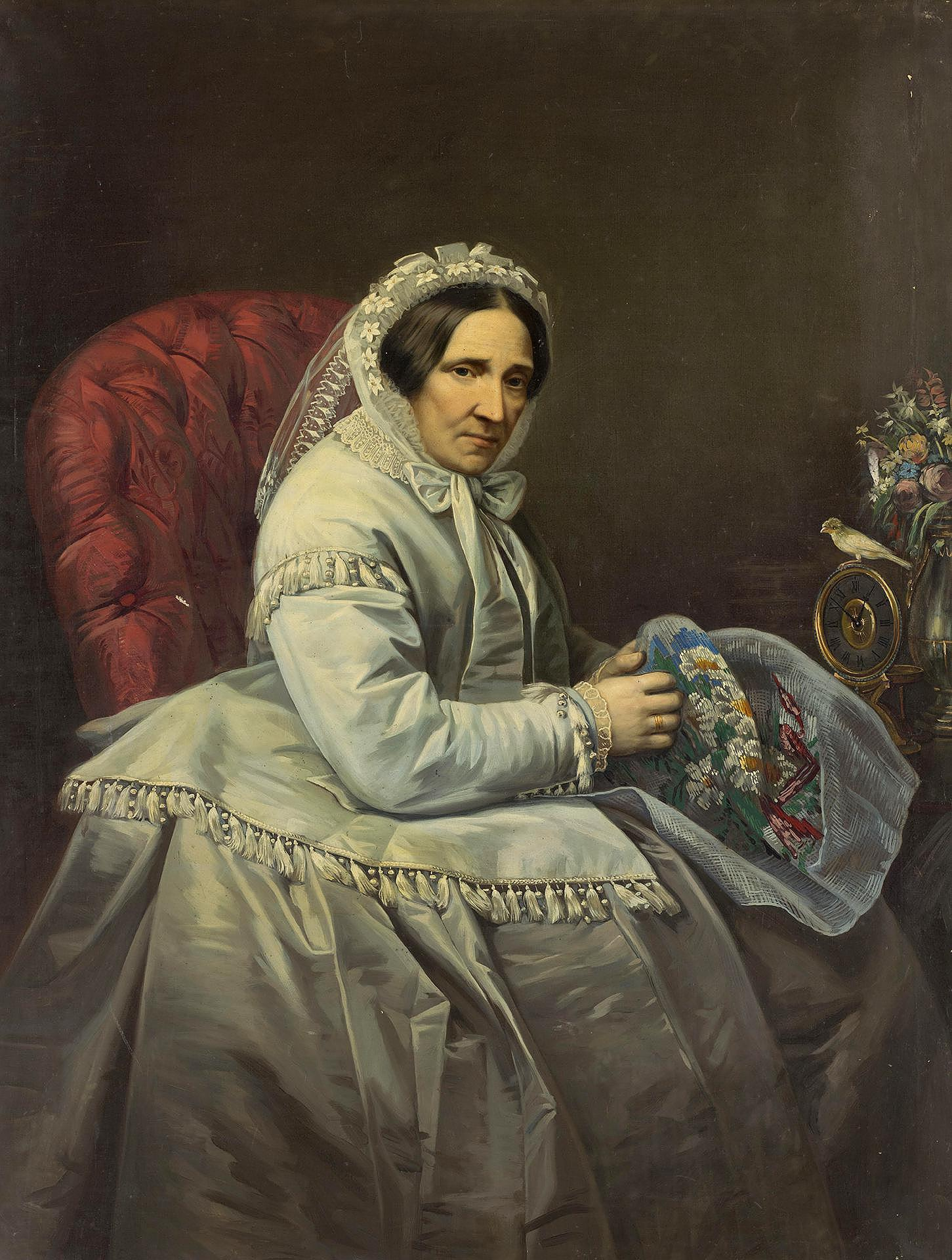
Портрет графини Марии Васильевны Адлерберг, 1871 г. (ГЭ)
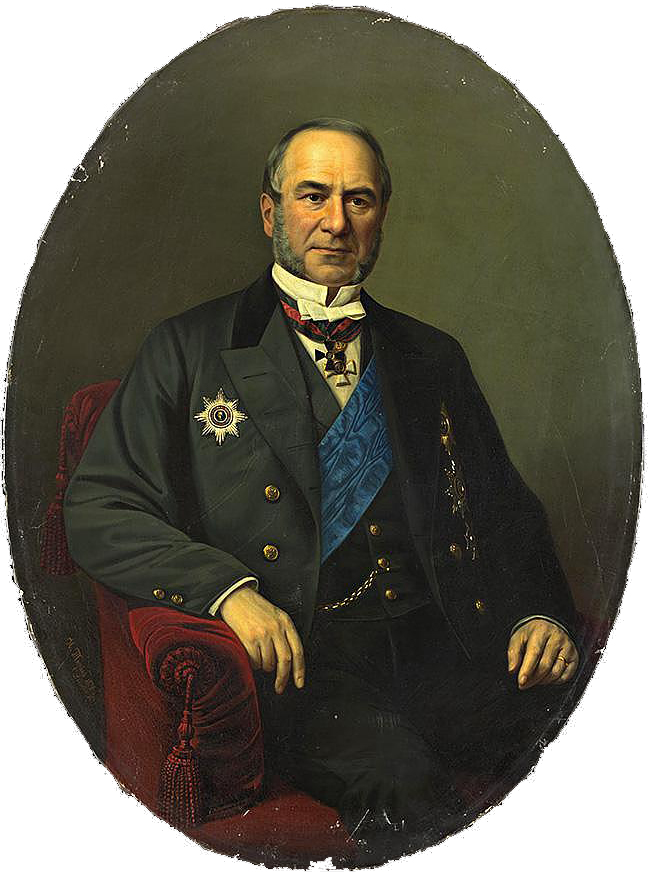
Портрет барона Александра Людвиговича Штиглица, 1872 г. (ГЭ)
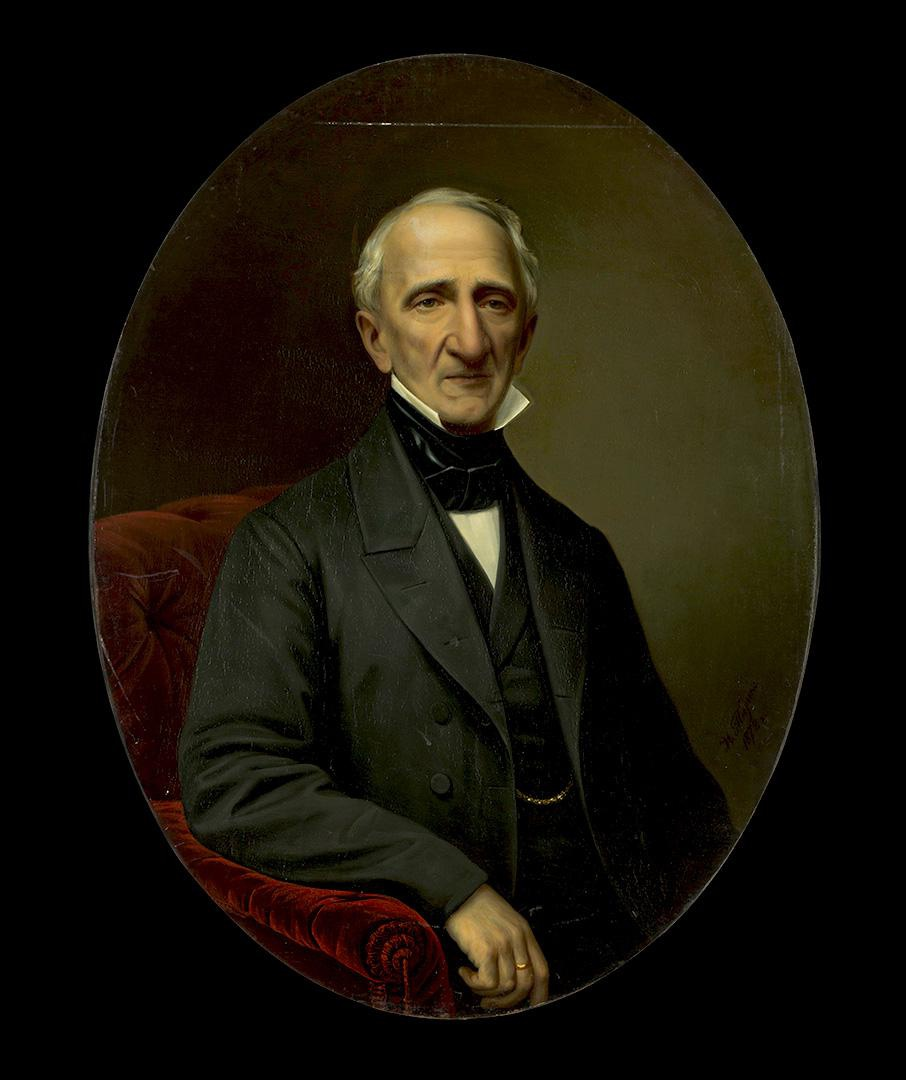
Портрет Христофора Екимовича Лазарева, 1872 г. (ГЭ)
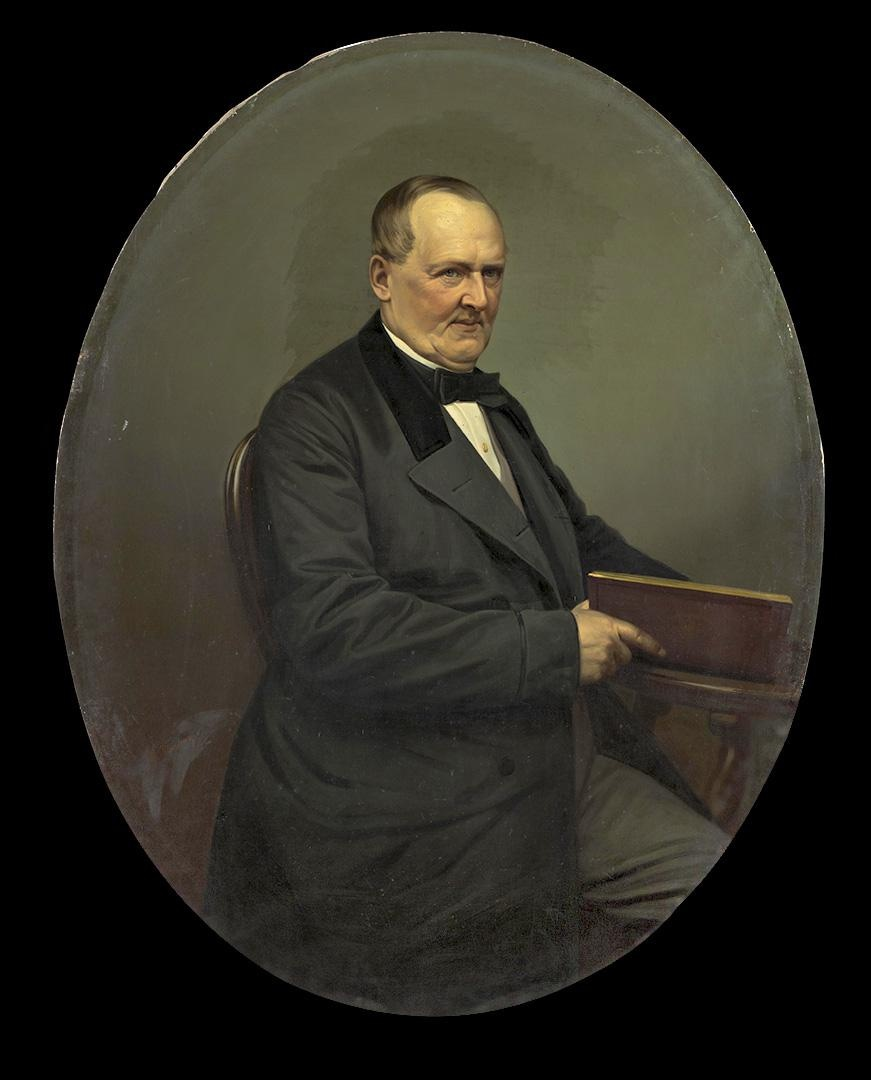
Портрет Эвальда Ивановича Мейснера, 1872 г. (ГЭ)
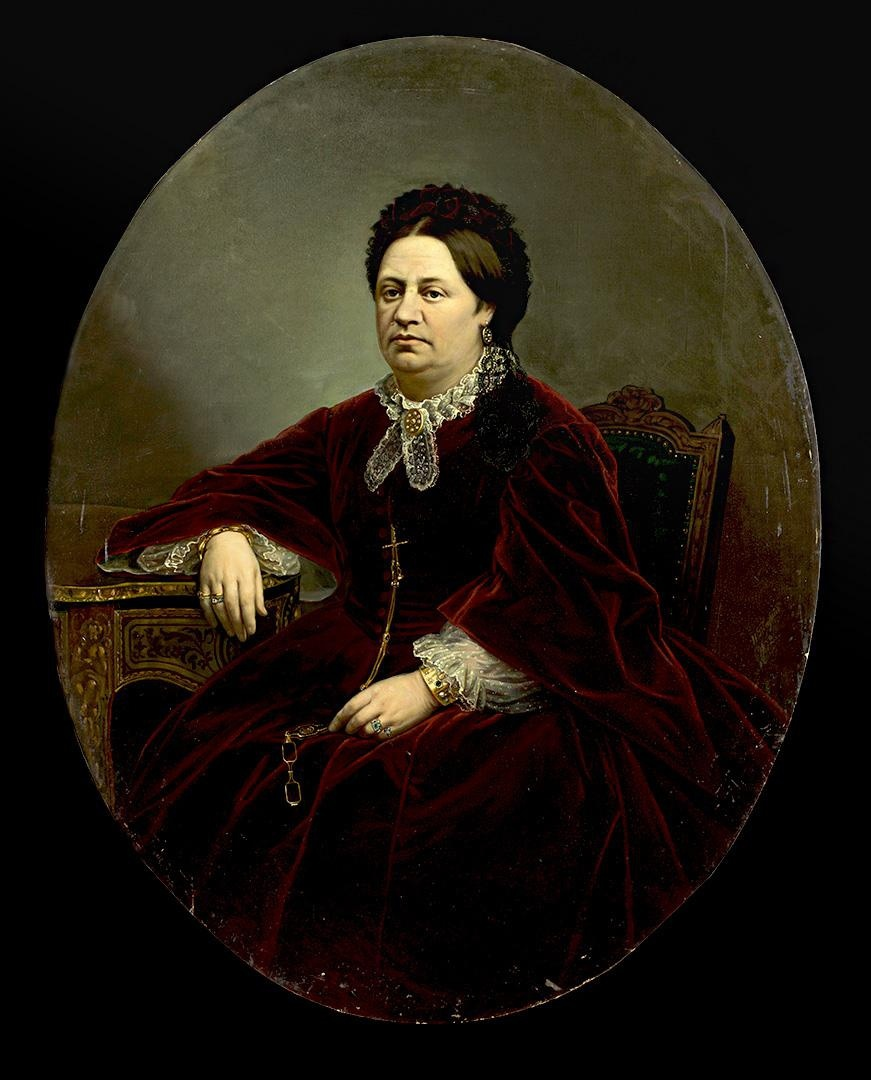
Портрет Александры Александровны Мейснер, 1872 г. (ГЭ)
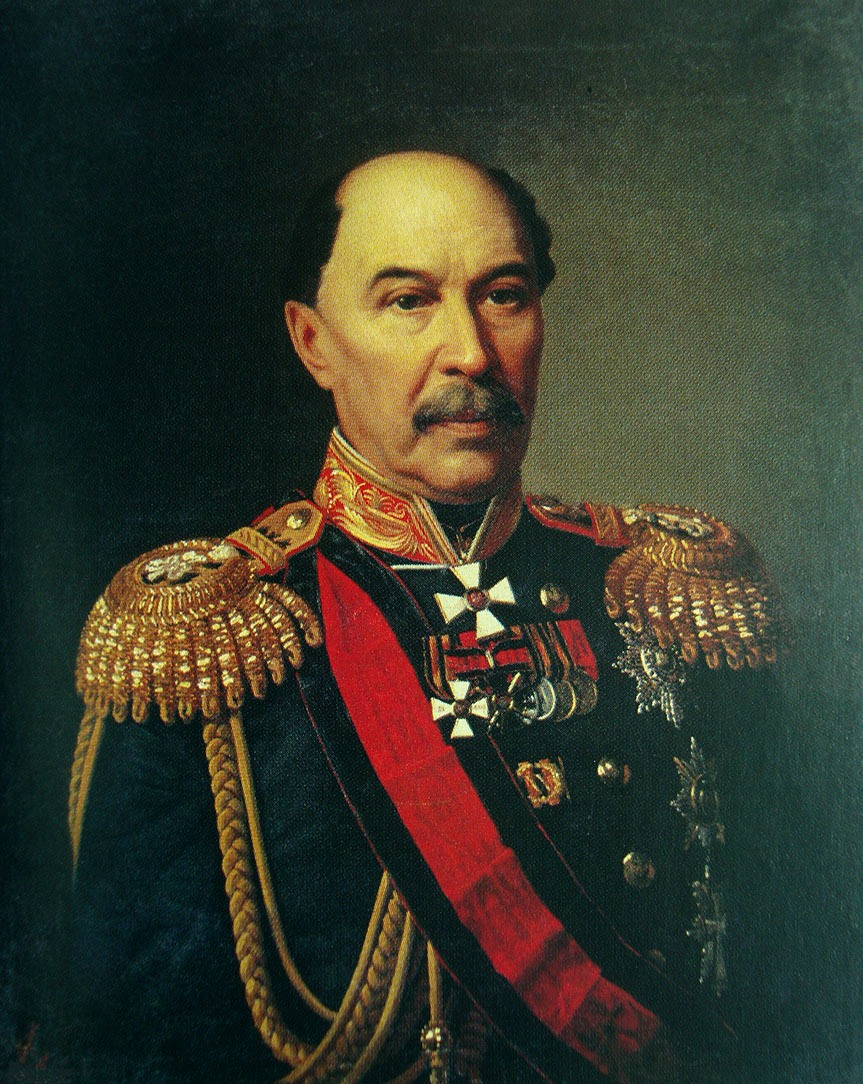
Портрет адмирала Фёдора Михайловича Новосильского, 1872 г. (АМ)
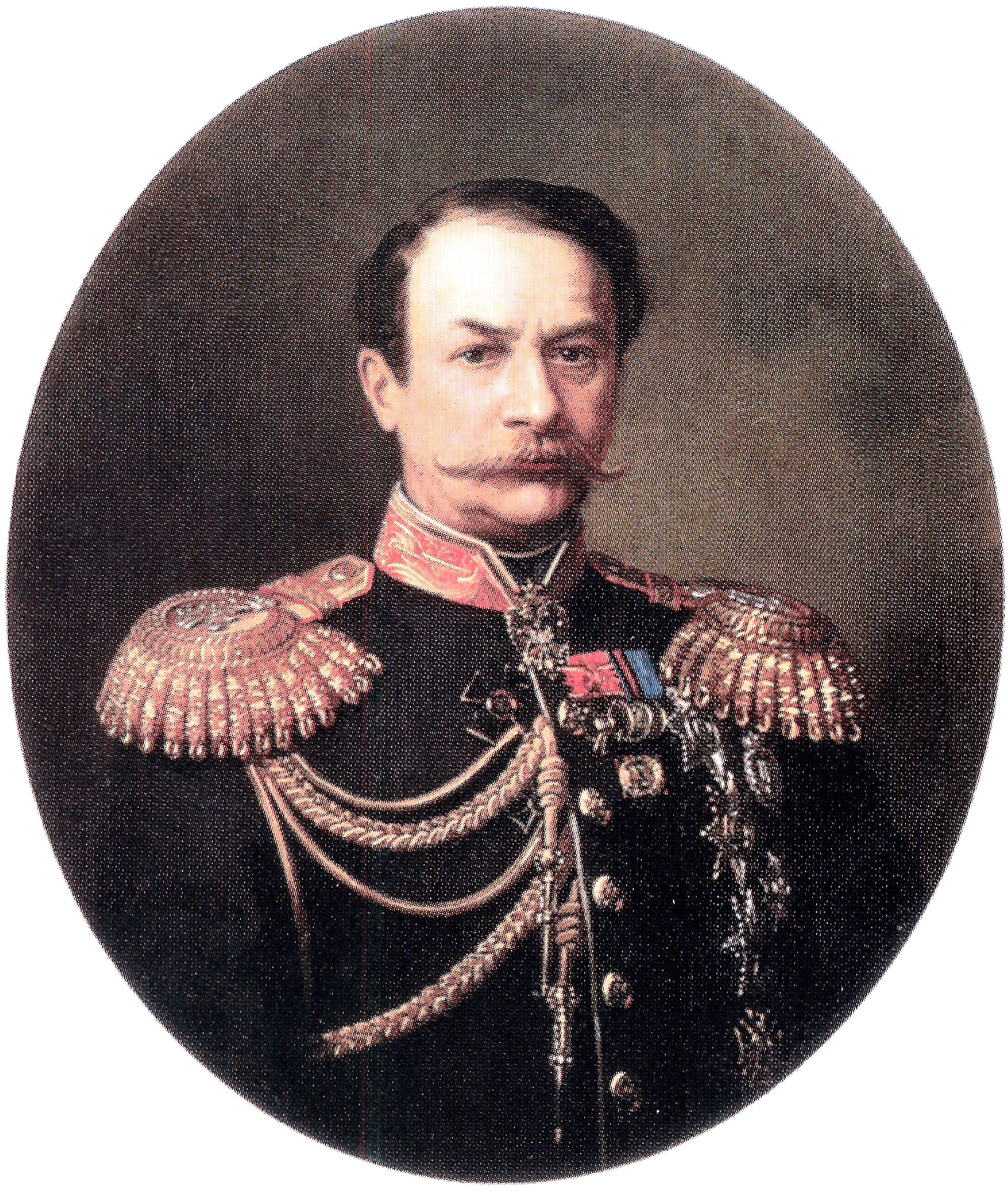
Портрет генерал-адъютанта Александра Егоровича Тимашева, 1873 г. (ГМИ СПб)
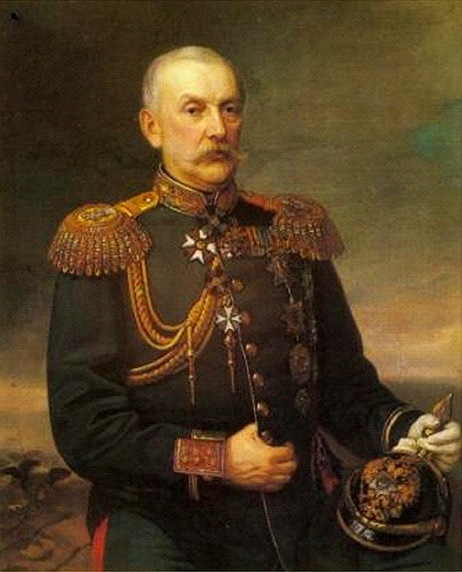
Портрет светлейшего князя Александра Аркадьевича Суворова, около 1873 г. (ГЭ)
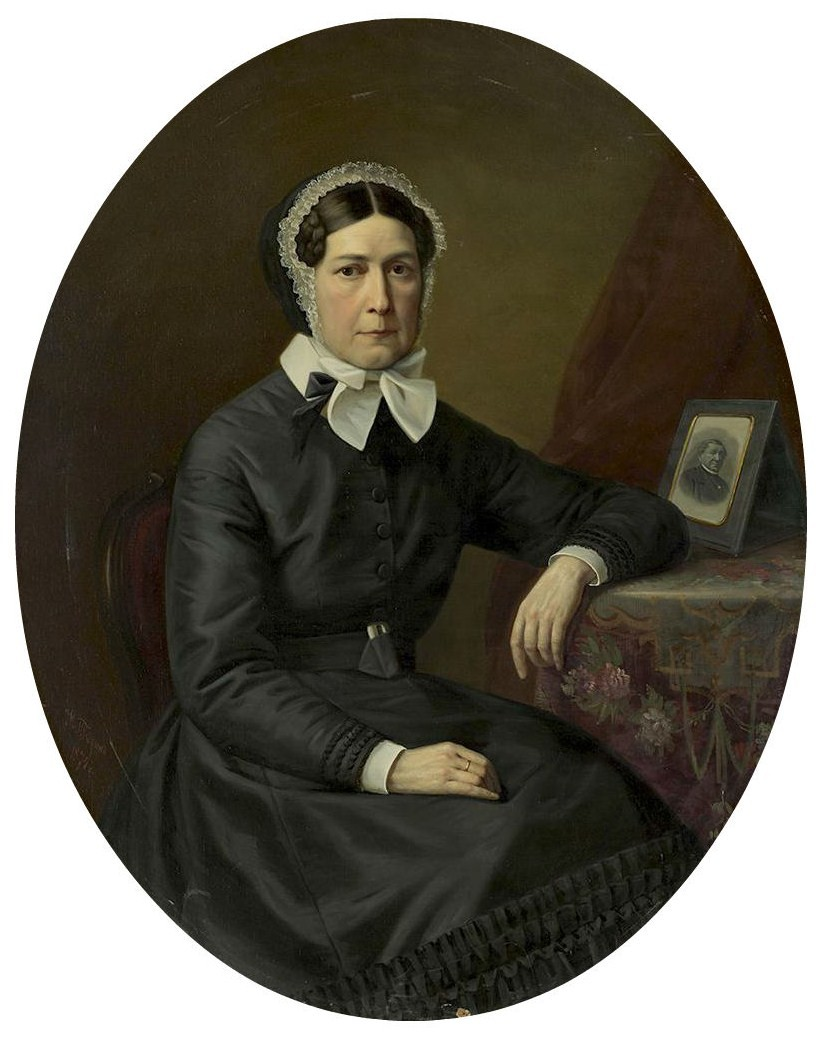
Портрет графини Теклы Игнатьевны Шуваловой, 1874 г. (ГЭ)
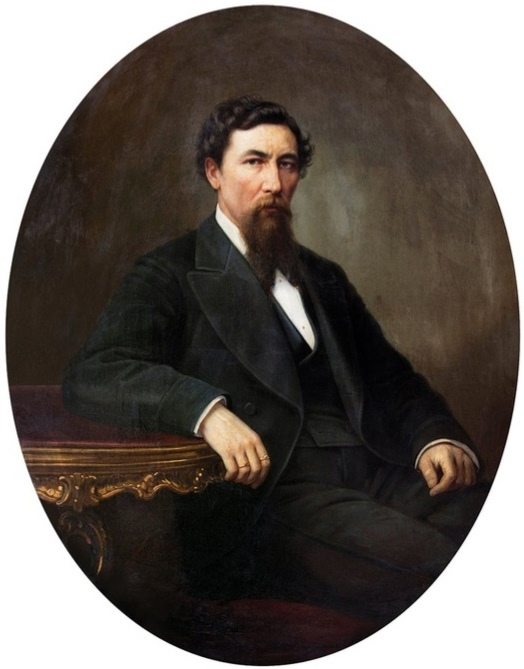
Портрет купца Михаила Дмитриевича Бутина, 1874 г. (ЗККМ)
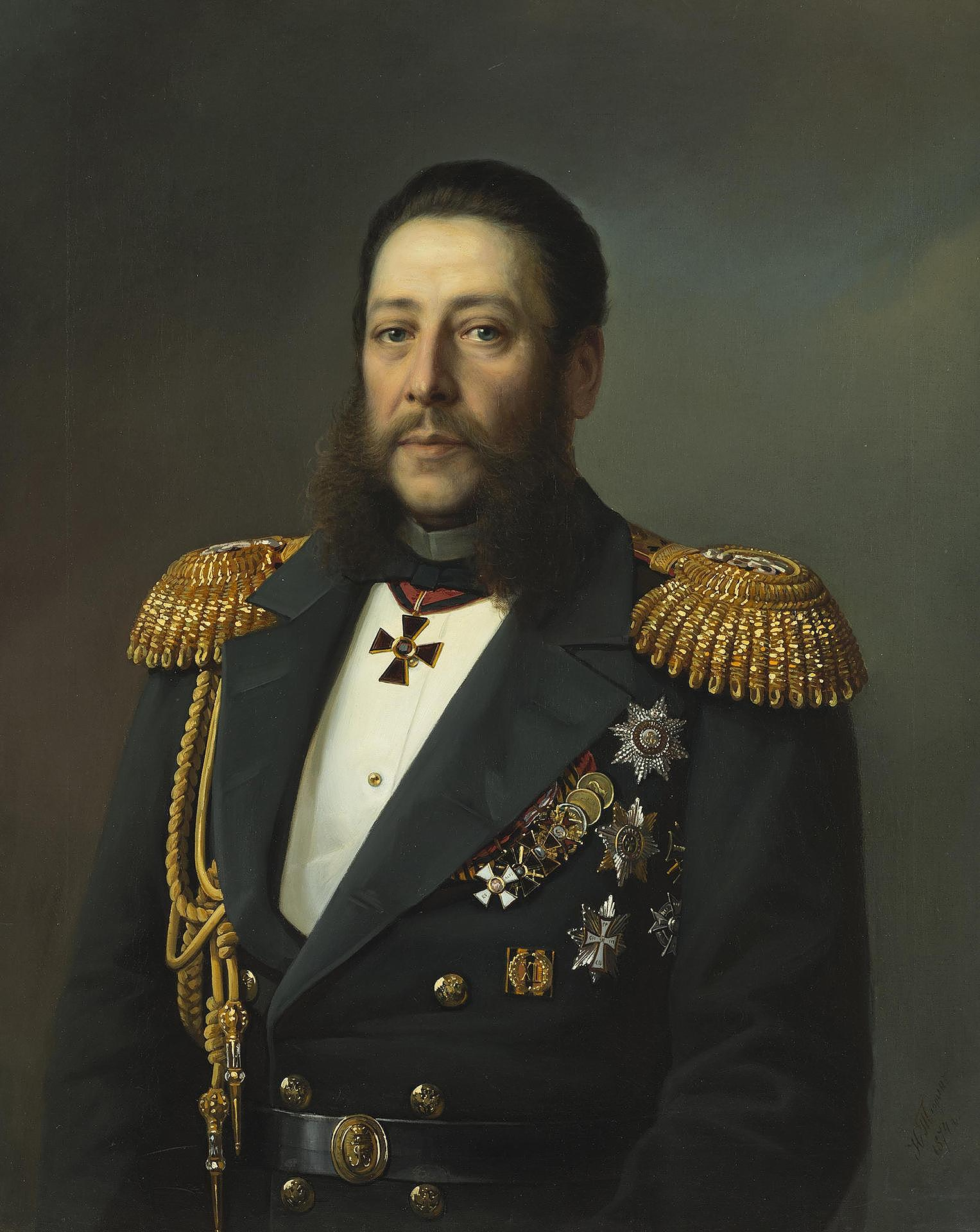
Портрет адмирала Николая Карловича Краббе, 1874 г. (ГЭ)
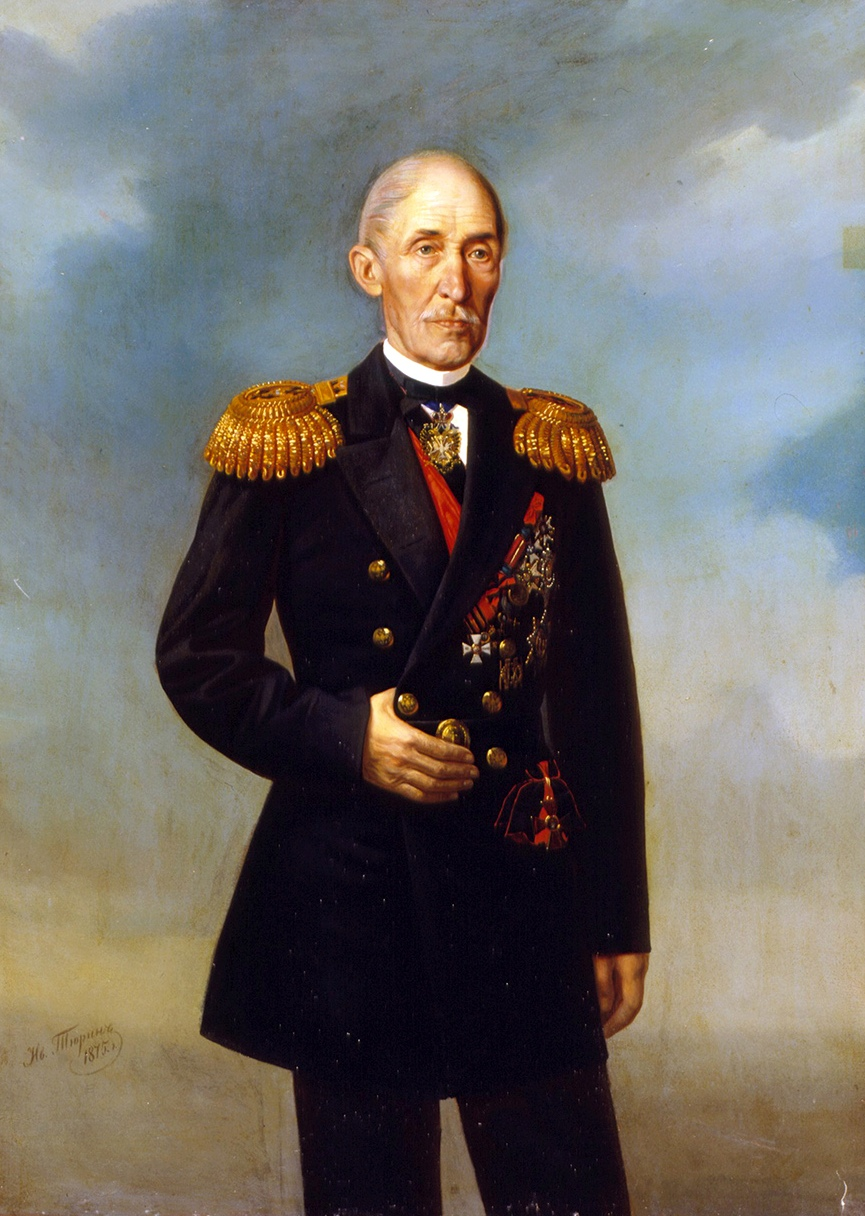
Портрет адмирала Иванa Петровича Епанчина, 1875 г. (ЦВММ)
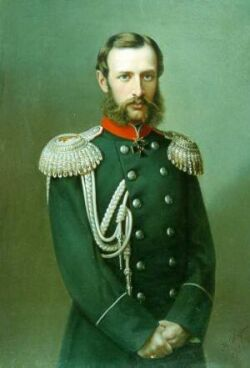
Портрет графа Владимира Владимировича Орлова-Давыдова, 1875 г.
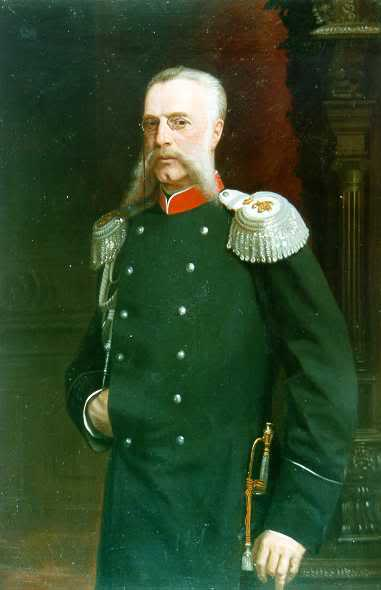
Портрет графа Анатолия Владимировича Орлова-Давыдова, 1870-е гг.
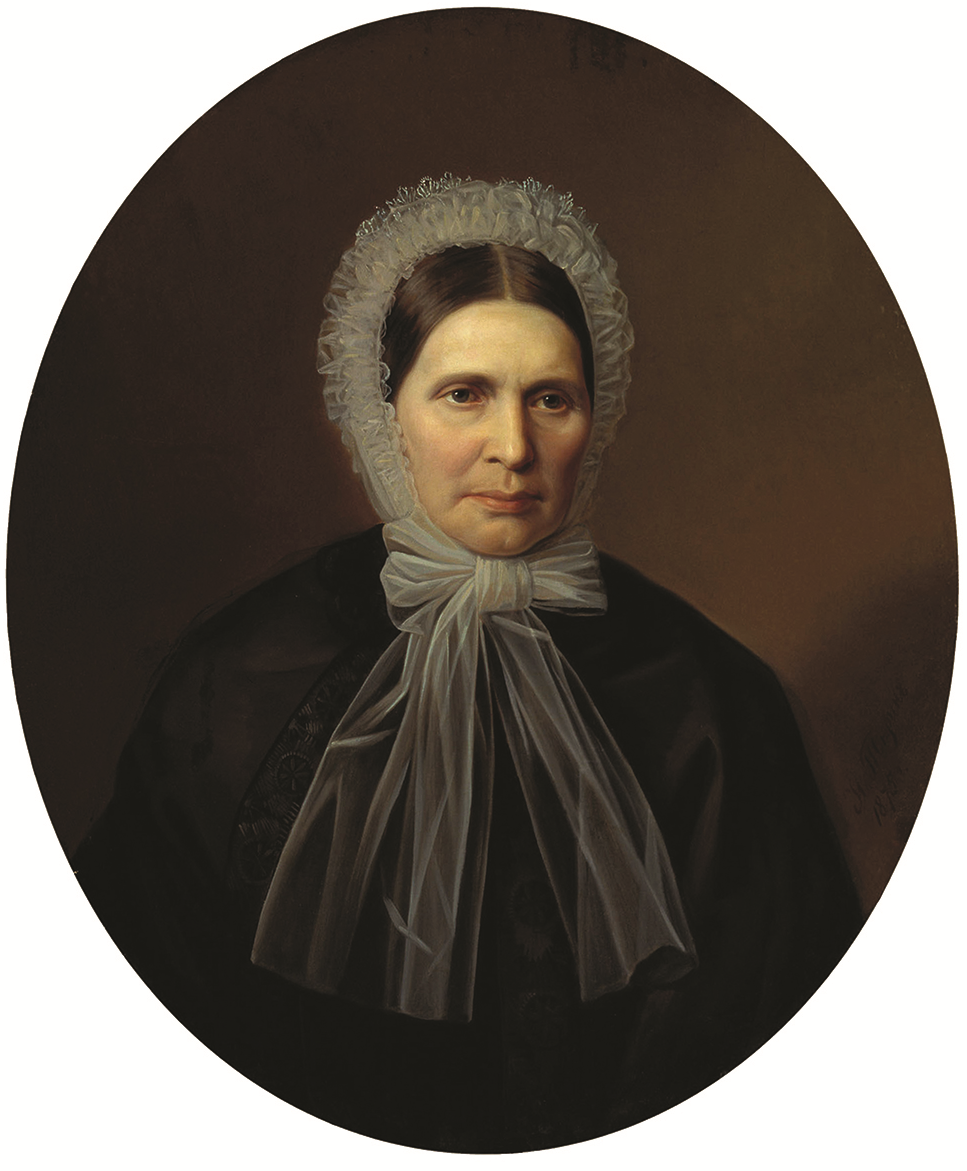
Портрет графини Ольги Ивановны Орловой-Давыдовой, 1875 г. (НГХМ)
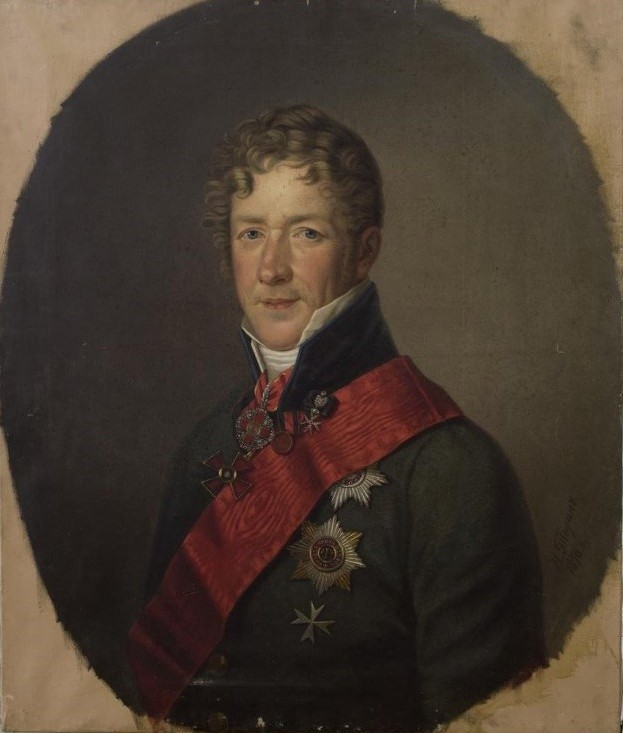
Портрет барона Балтазара Балтазаровича Кампенгаузена, 1875 г. (ГМЗ «ЦС»)
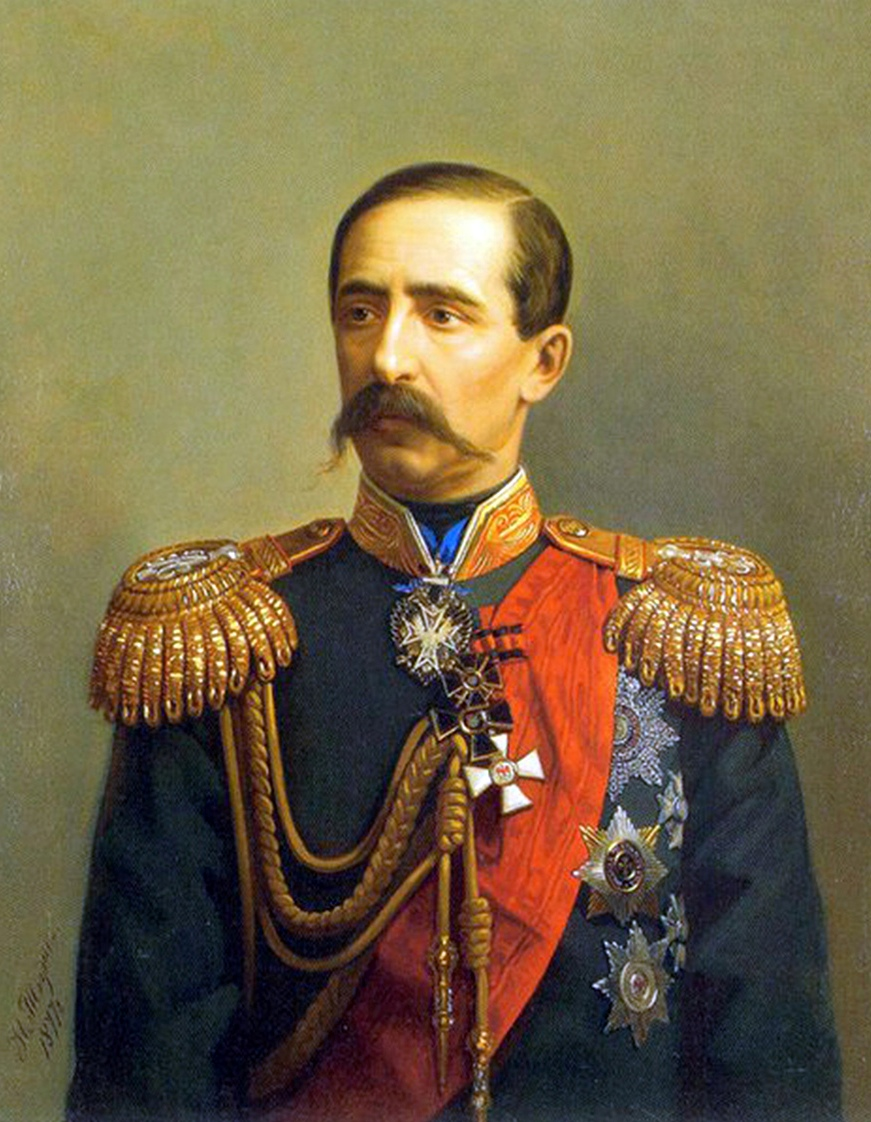
Портрет генерала от кавалерии Александра Львовича Потапова, 1877 г. (ГМИ СПб)
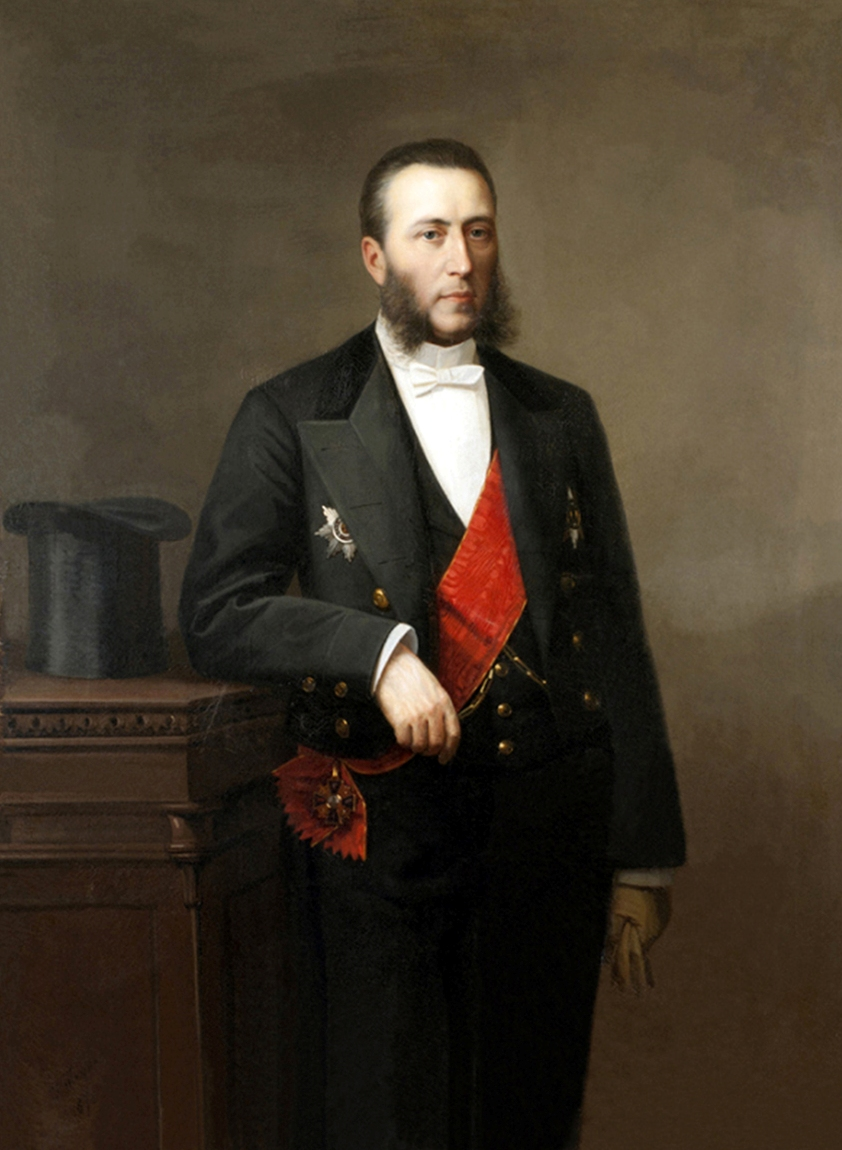
Портрет Михаила Николаевича Галкина-Враского, 1878 г.
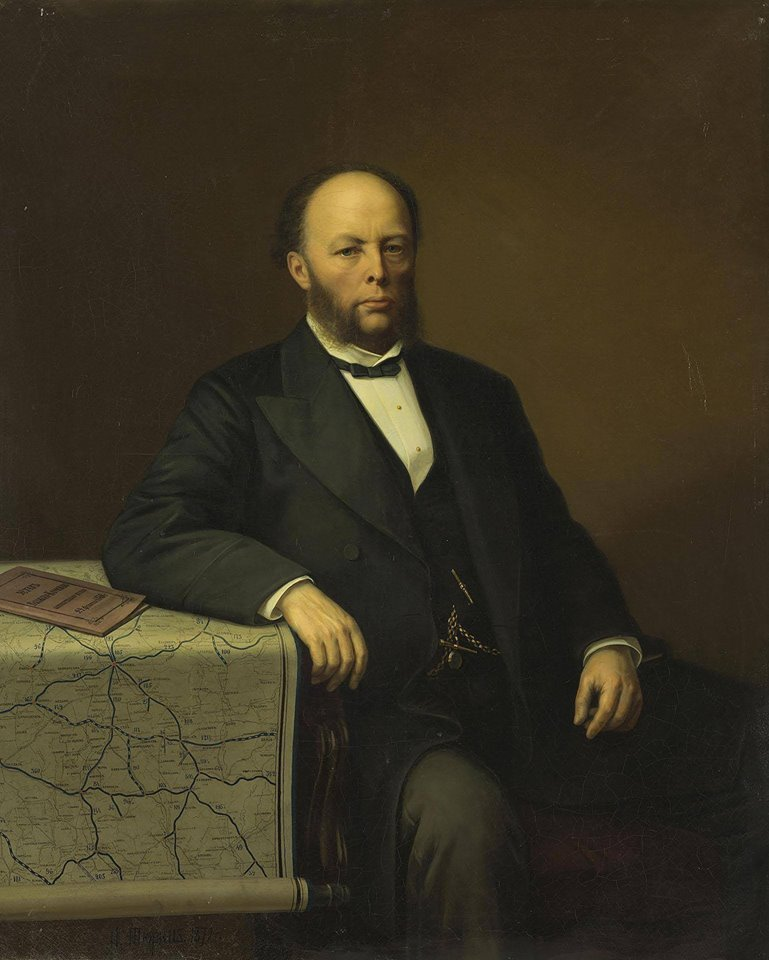
Портрет Михаила Христофоровича Рейтерна, 1879 г. (ГЭ)
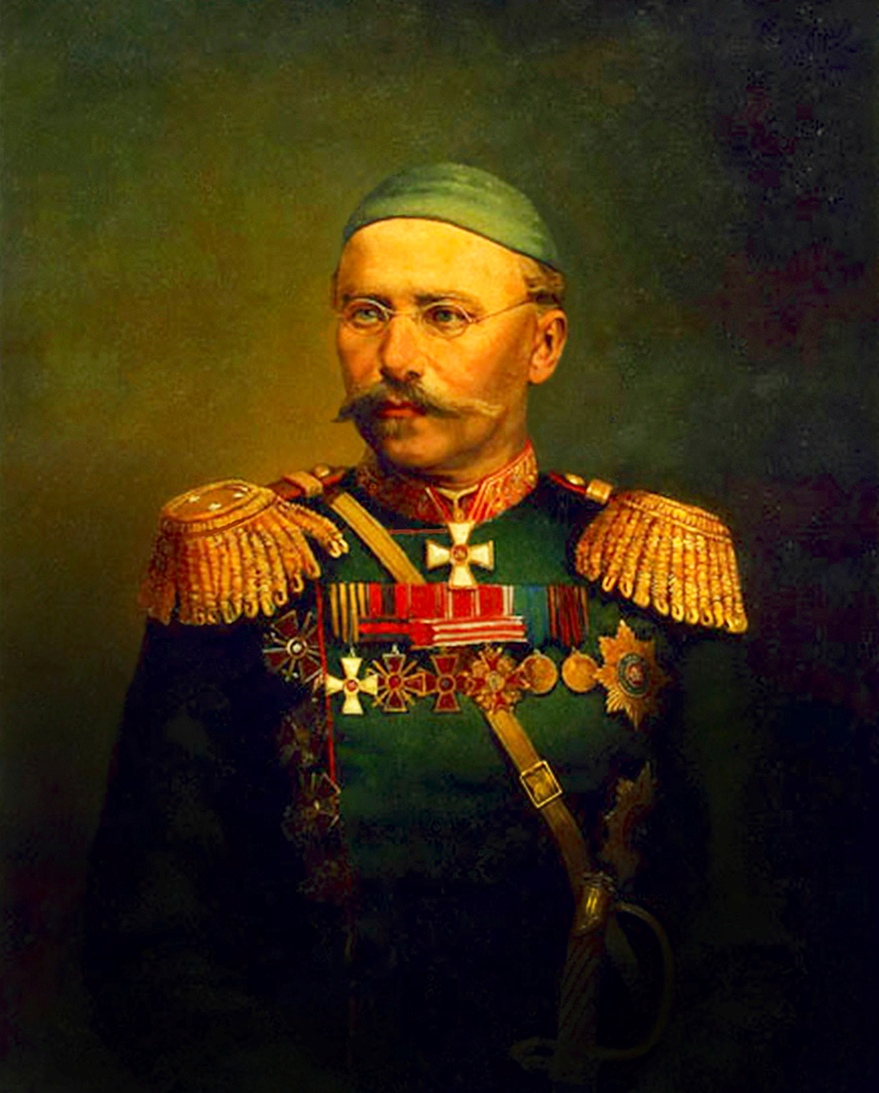
Портрет генерал-лейтенанта Александра Константиновича Абрамова, 1880 г. (Частное собрание)
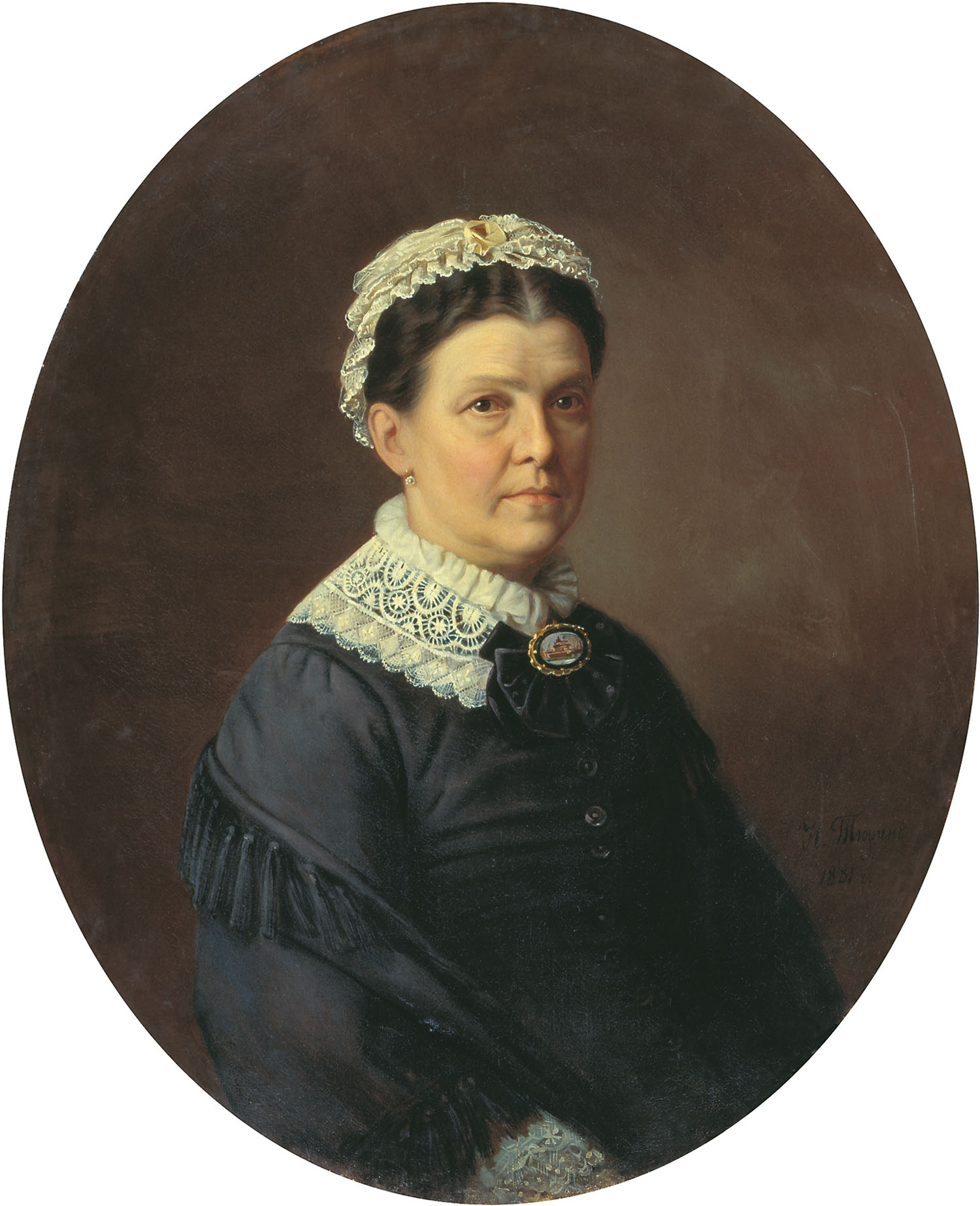
Портрет пожилой женщины, 1881 г. (СОГХМ)
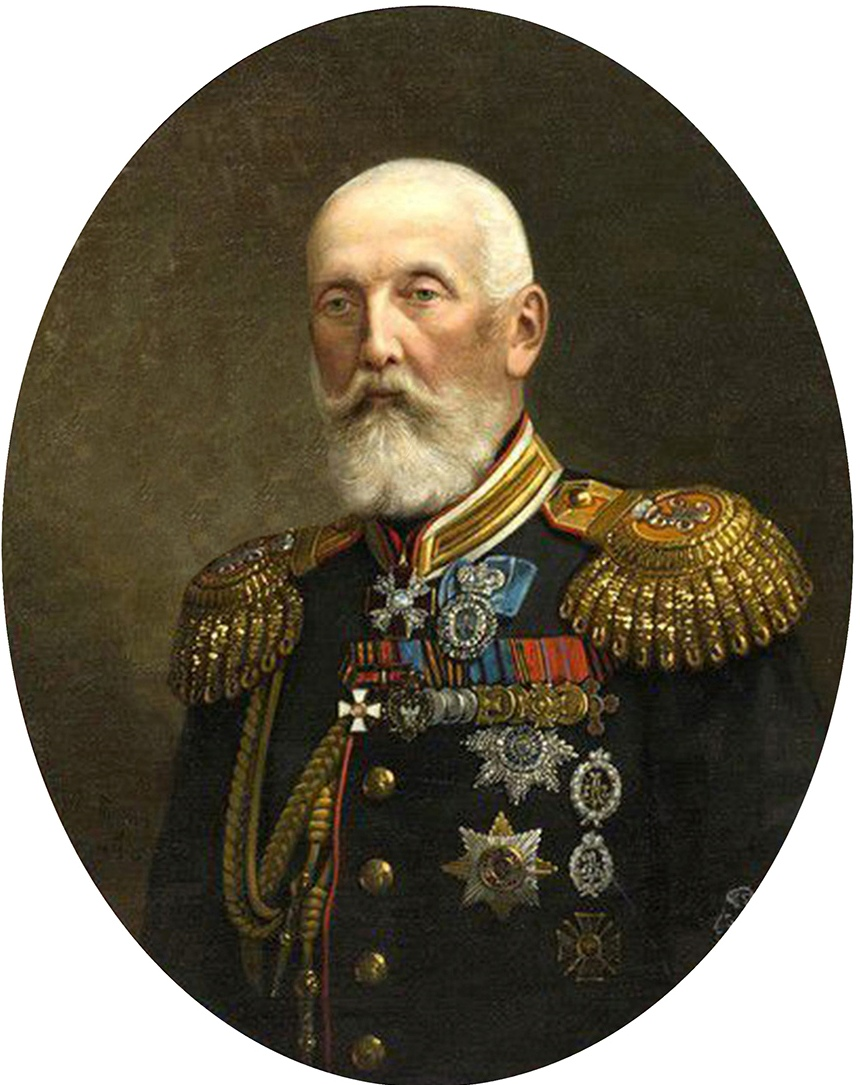
Портрет светлейшего князя Александра Аркадьевича Суворова, 1882 г. (ГМИИ)
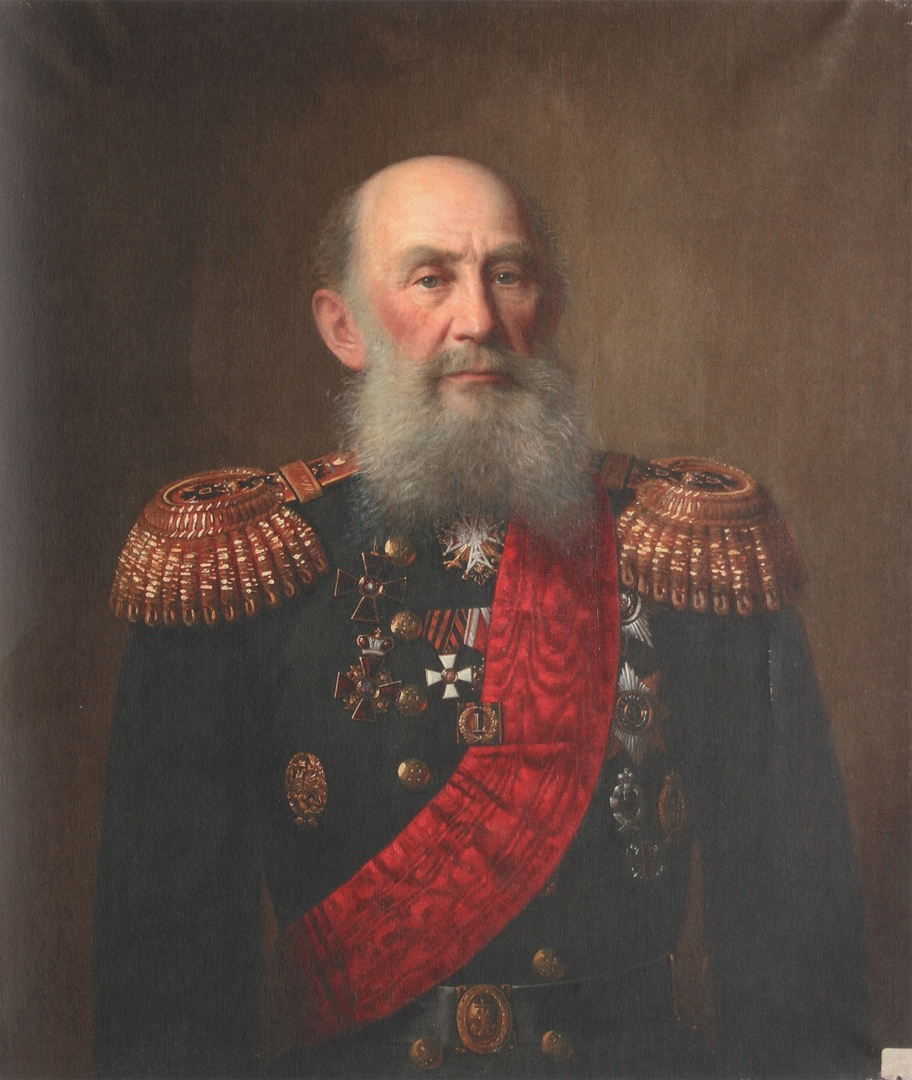
Портрет адмирала Александра Ильича Зеленого, 1883 г. (ЦВММ)
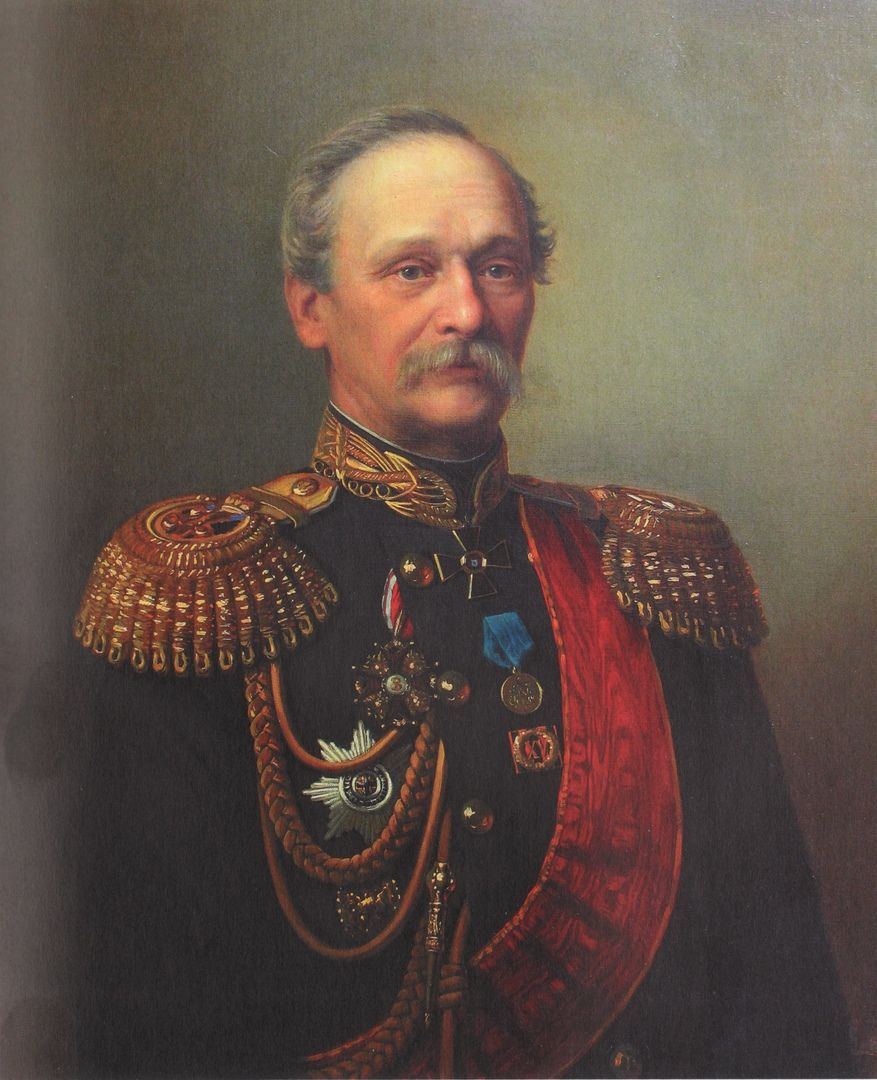
Портрет контр-адмирала Алексея Павловича Епанчина, 1883 г. (ЦВММ)
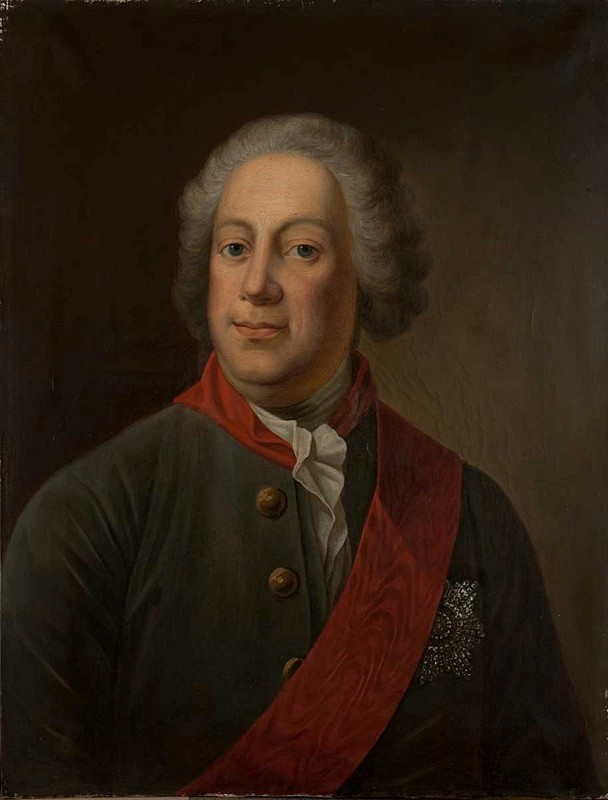
Портрет барона Иоганна Альбрехта Корфа, 1885 г. (ИРЛИ РАН)
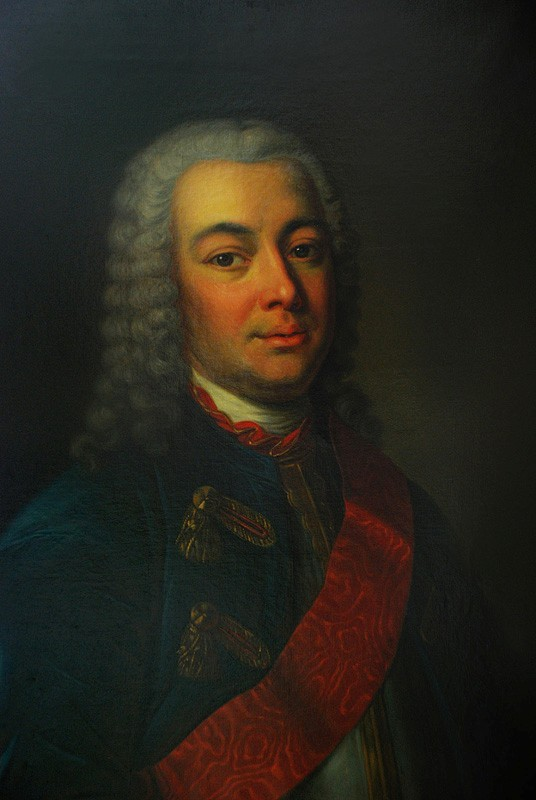
Портрет Карла фон Бреверна, 1885 г. (ИРЛИ РАН)
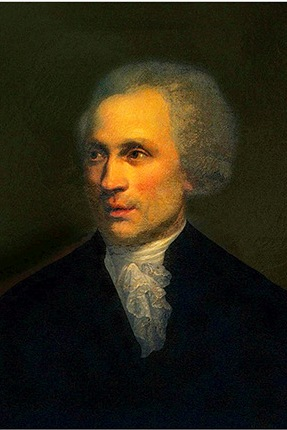
Портрет барона Андрея Львовича фон Николаи, 1885 г.
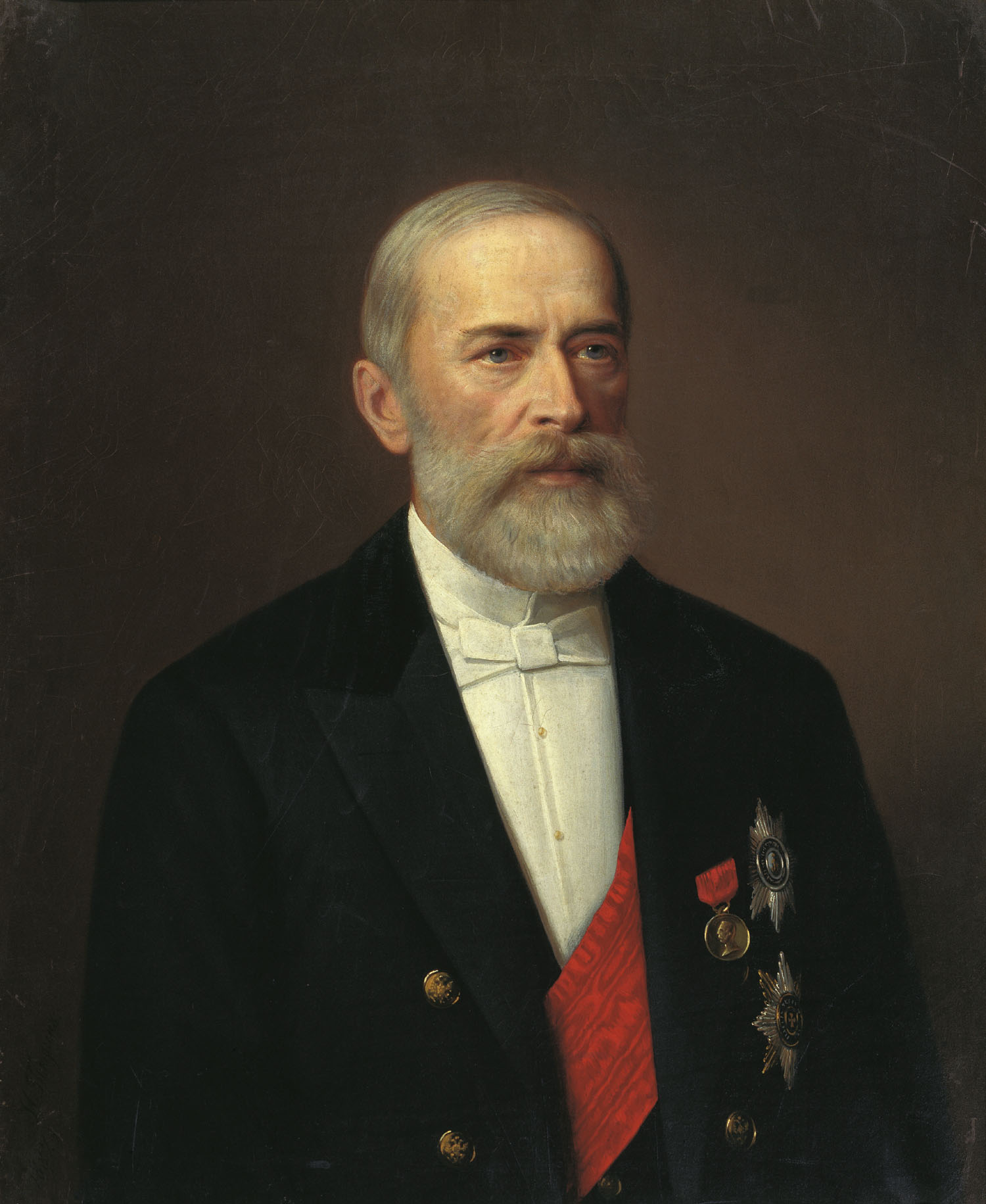
Портрет Николая Христиановича Бунге, 1887 г.
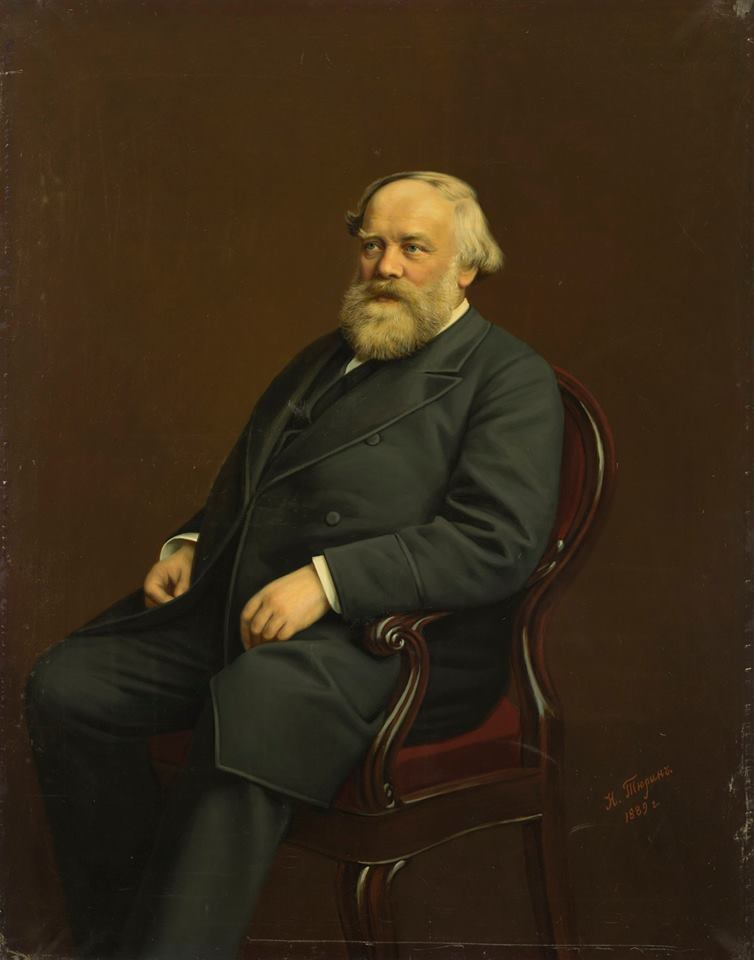
Портрет Василия Александровича Кокорева, 1889 г. (ГЭ)
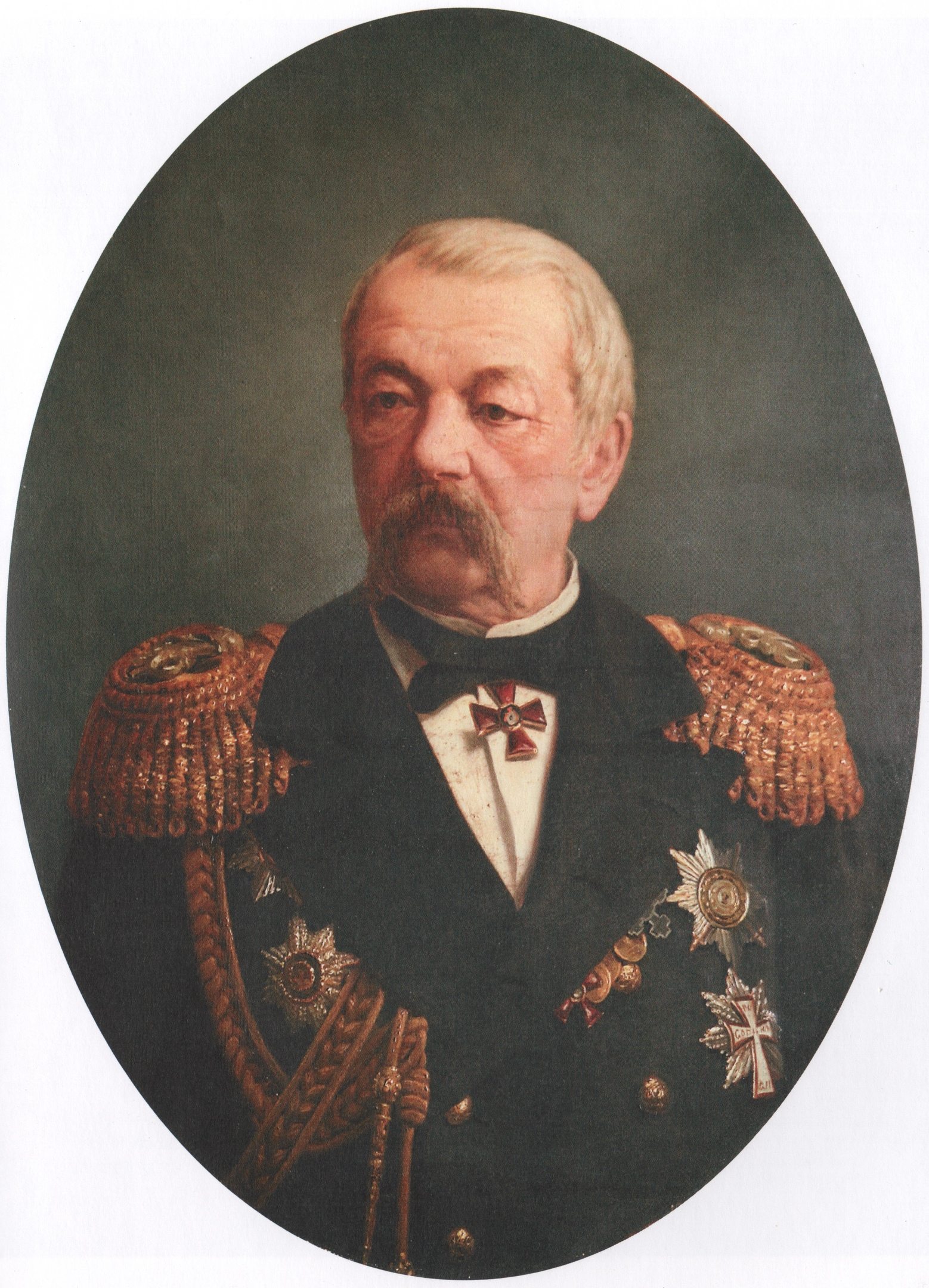
Портрет контр-адмирала Дмитрия Захаровича Головачёва, около 1890 г. (ЦВММ)
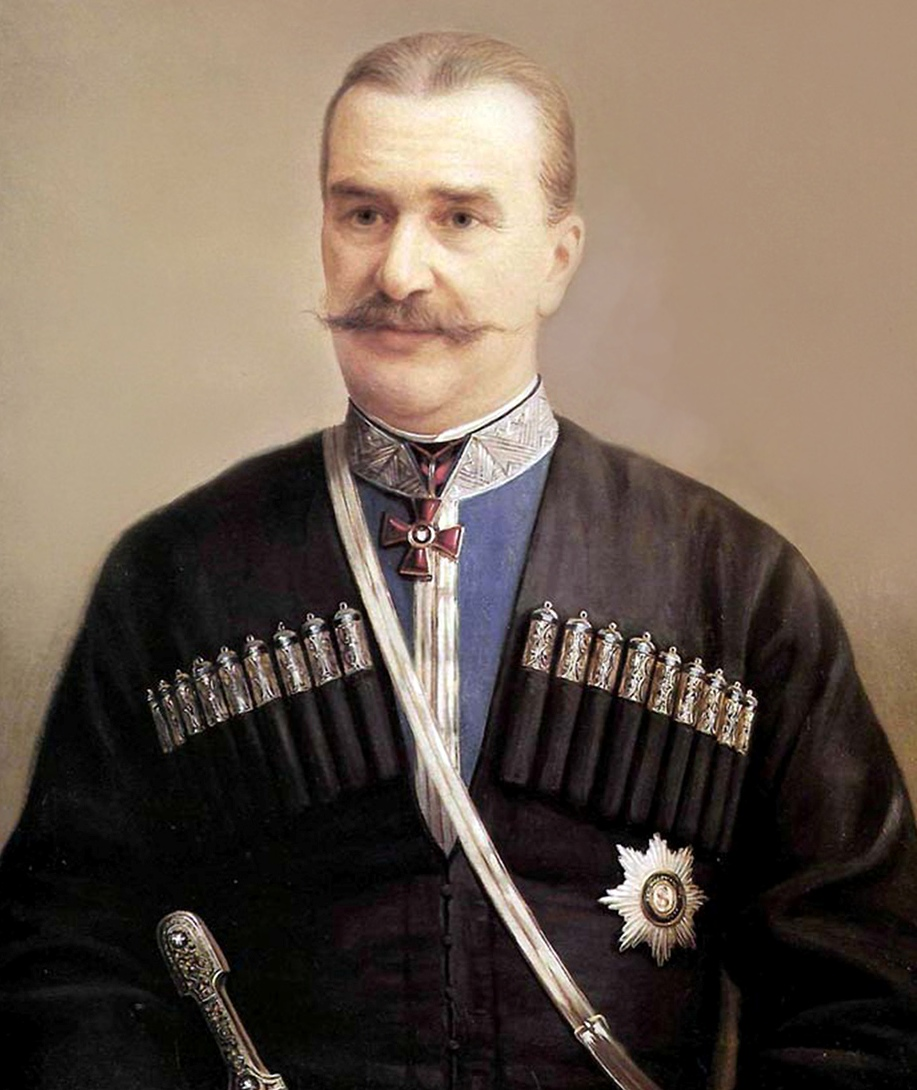
Портрет отставного генерала Терского казачьего войска В. А. Волоцкого (1897). (Эрмитаж)
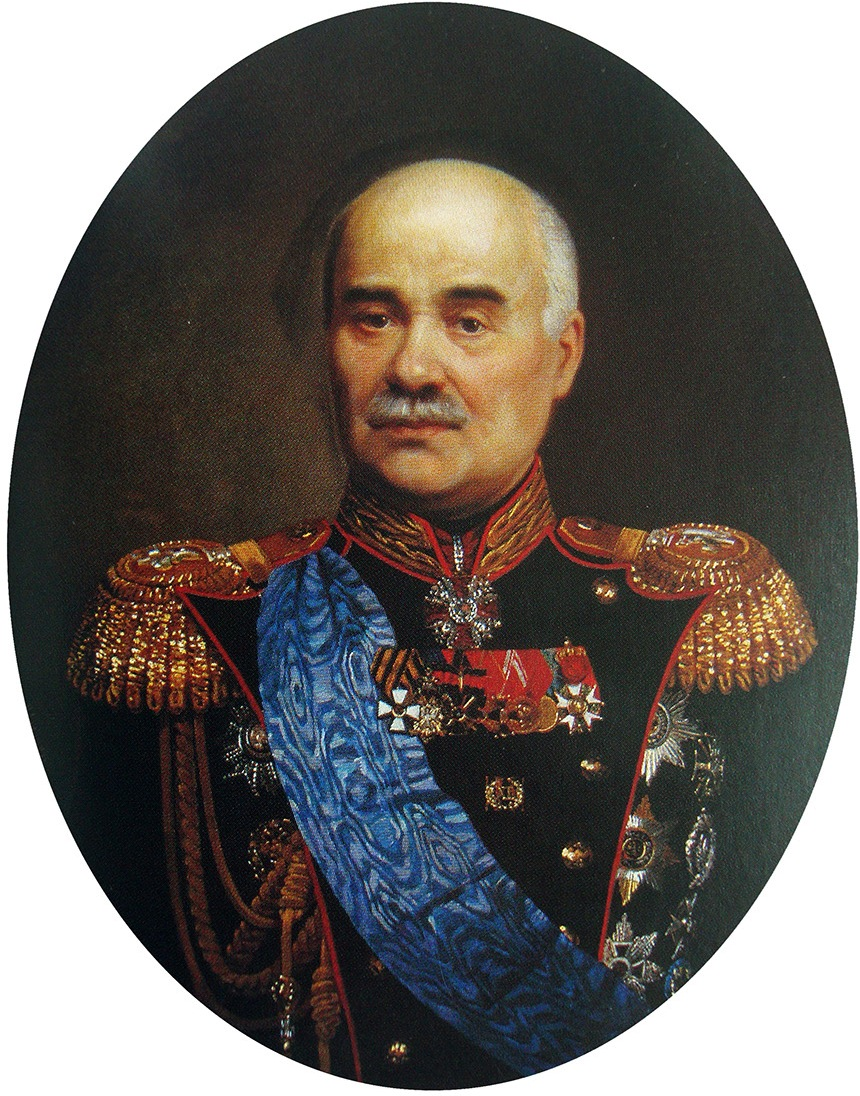
Портрет графа Александра Алексеевича Баранцова, конец XIX в. (АМ)
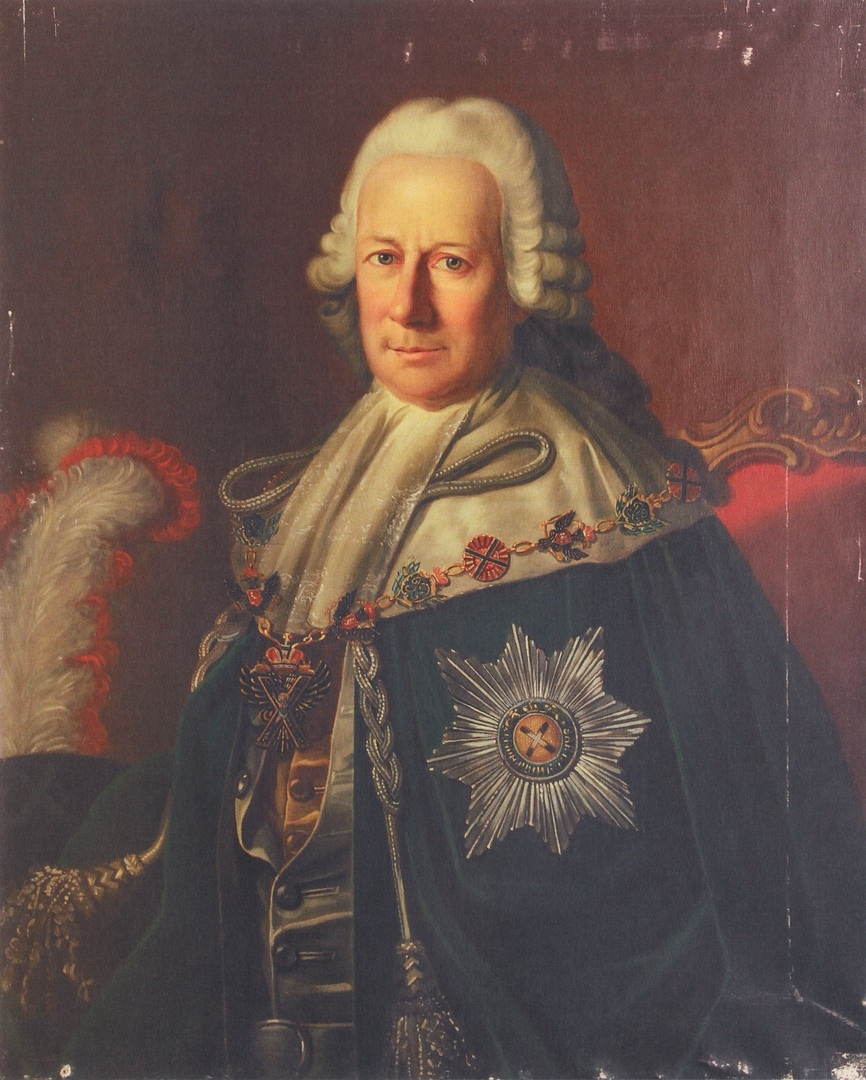
Портрет адмирала Семёна Ивановича Мордвинова, конец XIX в. (ЦВММ)
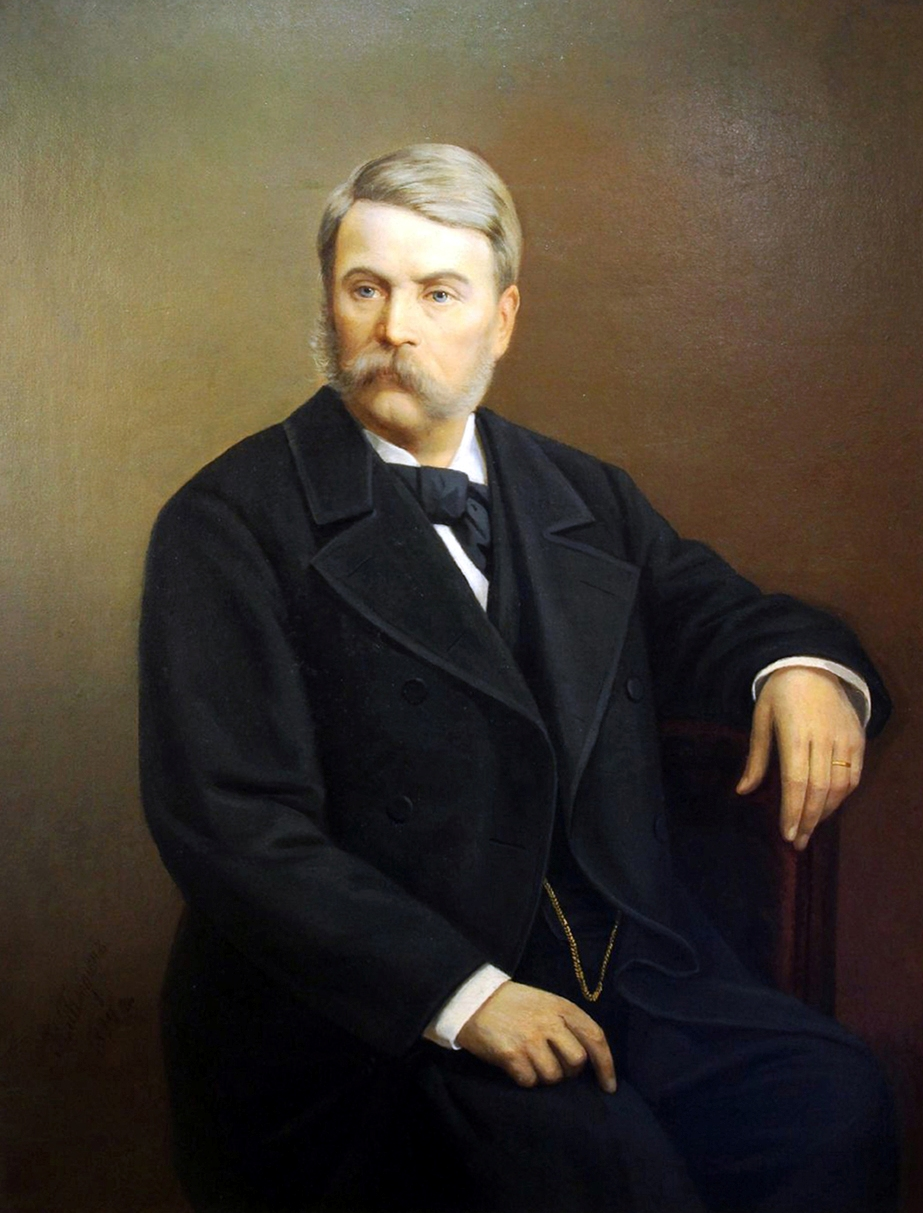
Портрет неизвестного, конец XIX в. (Частное собрание)